# Asóka rendeletei

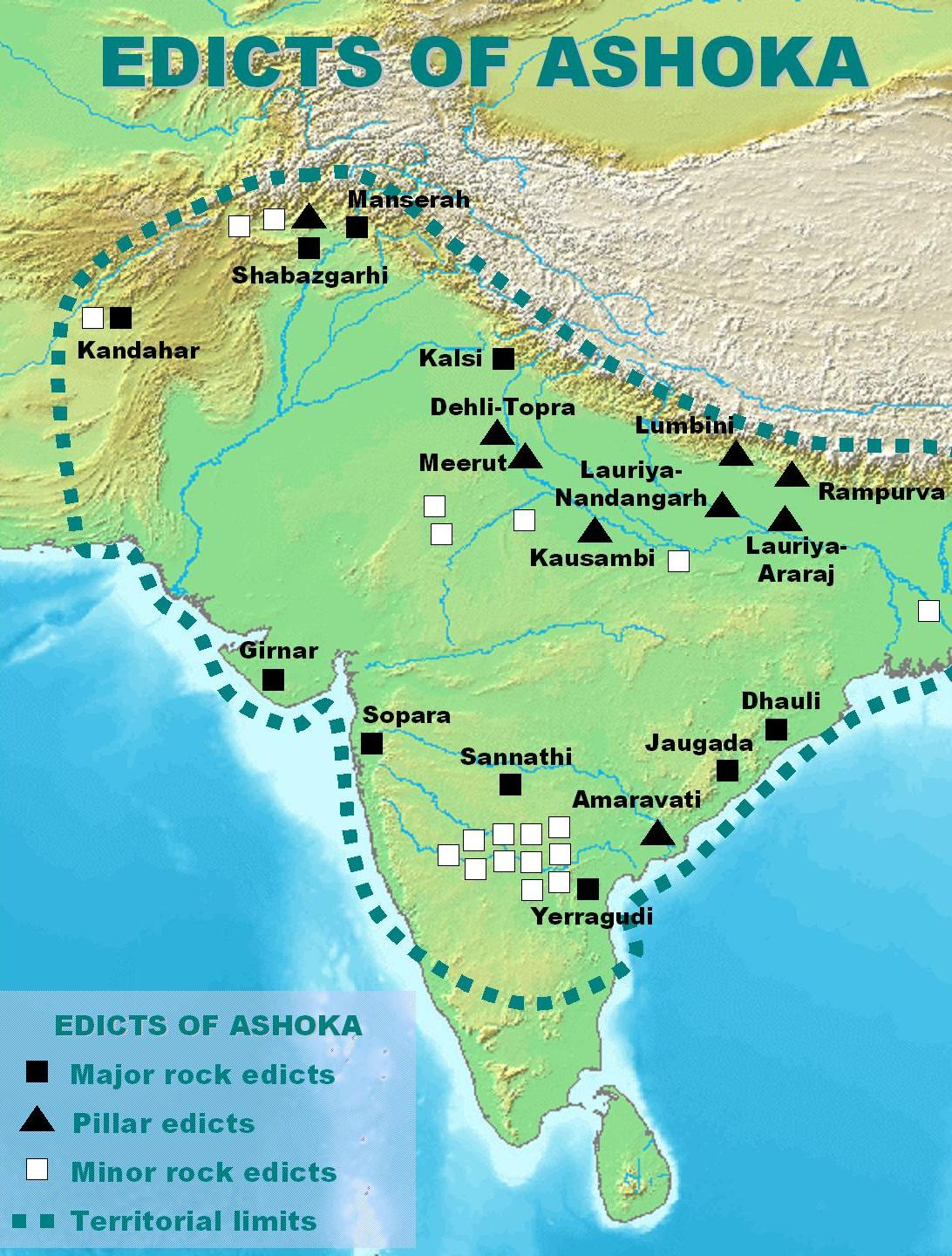
Asóka rendeleteinek elterjedése

Asóka rendeletei kőbevésett ókori szövegek, melyek a mai India területén születtek. Kevés följegyzés maradt meg a Nagy Asóka király (kb. i. e. 274-i. e. 232) pályafutásáról és személyiségéről. Azonban ránk maradtak kőbe vésett szövegei, amelyek erkölcsi törvények és meditációról szóló beszámolók prakrit nyelvjárásban (Magadha népi nyelve). A rendeleteket sziklákra, oszlopokra és barlangokba vésték fel, amelyekhez különféle célokat párosítottak. A feliratokhoz kharosti és bráhmi írást használtak. Asóka a kalingai háború után küldetésévé vált a dharma tanulmányozása, a dharma szerinti cselekvés és a dharma elsajátítása. Asóka szándéka az volt, hogy az összes vallás és szekta művelje a dharmát. Rendeleteiben a dharma és a jólét szorosan kapcsolódnak egymáshoz, nem térítő célzatúak. Asóka tevékenységeinek a középpontjában az erkölcs állt, a törvény lényege nem vallási vagy politikai, hanem a befelé tekintés és a mások iránti tisztelet.

## A szikla-rendeletek

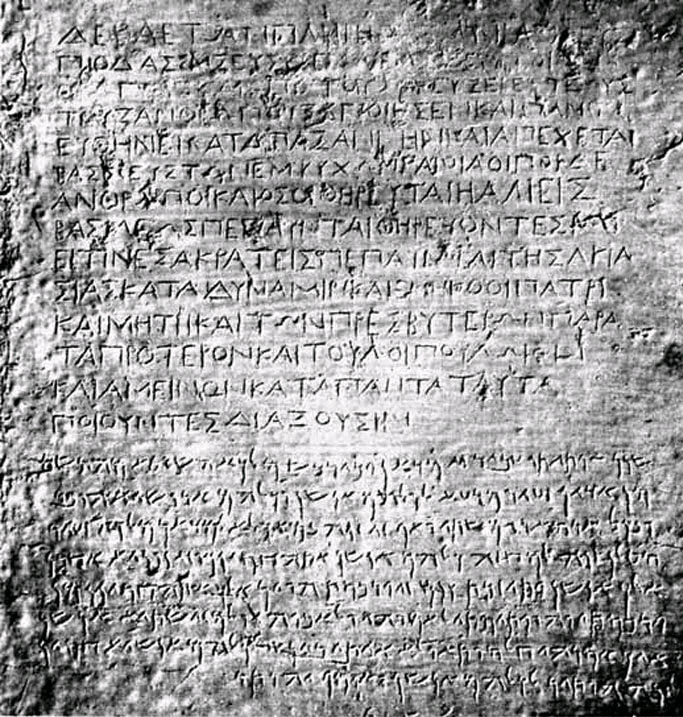
Asóka királytól származó kétnyelvű felirat (görög és arámi) Kandahárból (Shar-i-kuna). Kabul Múzeum.

A szikla-rendeletek (14 db, hat különböző helyen) nagyon széles szakterületet ölelnek át az állatokkal való kegyes bánásmódtól kezdve, a dharma erkölcsi megfontolásán és az igazságszolgáltatáson keresztül a Kalinga elleni háború történetéig. A kis szikla-rendeletek foglalkoznak Asokának, mint buddhista világi tanítványnak a tevékenységével. Végül, a buddhista szerzeteseknek címzett egyetlen szöveg a 3. kis szikla-rendelet a dharmáról.

### A szikla-rendeletek
- 1. A dharma alkalmazása az ünnepségekkel és az állatok megölésével kapcsolatos megszorításokban
- 2. A dharma alkalmazása az orvosi segítség és jólétről való gondoskodás terén
- 3. A dharma alkalmazása az erkölcsi tanítások hirdetésében és az igazságszolgáltatásban
- 4. A dharma tárgyai és elsajátítása
- 5. Asóka szerepe a dharma hirdetésében

A dharma alkalmazása az erkölcsiség hirdetésében és az igazságszolgáltatásban
- 6. Asóka szerepe a dharma hirdetésében
- 7. A dharma alkalmazása a vallási türelmetlenség legyőzésében
- 8. Asóka szerepe a dharma hirdetésében
- 9. A dharma természete mint rítus és szertartás
- 10. Asóka szerepe a dharma hirdetésében

A dharma alkalmazása a bűnös cselekedetek és szenvedélyek legyőzésében
- 11. A dharma természete mint jótékonyság és az emberiséggel való testvériség
- 12. A dharma alkalmazása a vallási türelmetlenség legyőzésében
- 13. A rendeletek keletkezésének az alkalma és célja: a kalingai háború, Asóka belső átalakulása, a dharma elfogadásának eszméje
- 14. A rendeletek: a körülményekhez való alkalmazásuk és ismétléseik
- 15. (vagy 1. Kalinga-rendelet) A dharma alkalmazása az erkölcsi tanítások hirdetésében és az igazságszolgáltatásban
- 16. (vagy 2. Kalinga-rendelet) A dharma alkalmazásai az államok közötti agresszió és feszültség megszüntetésére

### Kis szikla-rendeletek
- 1. (Maski-rendelet: a tartalma hasonló az 1. Brahmagiri-rendeletéhez)

A dharma alkalmazása a vallástalanság ellen
A dharma alkalmazása a buddhizmusra
- 2. (2. Brahmagiri-rendelet)

A dharma természete mint tisztelet és igazság
- 3. (Bhabra vagy Bairat-rendelet)

A dharma alkalmazása a buddhizmusra

## Az oszlop-rendeletek

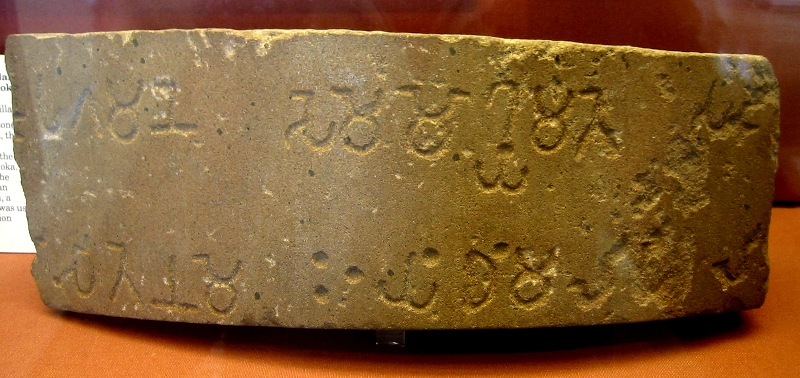
A 6. Oszlop-rendelet (238 BCE) töredéke Bráhmi irásrendszerrel. British Museum.

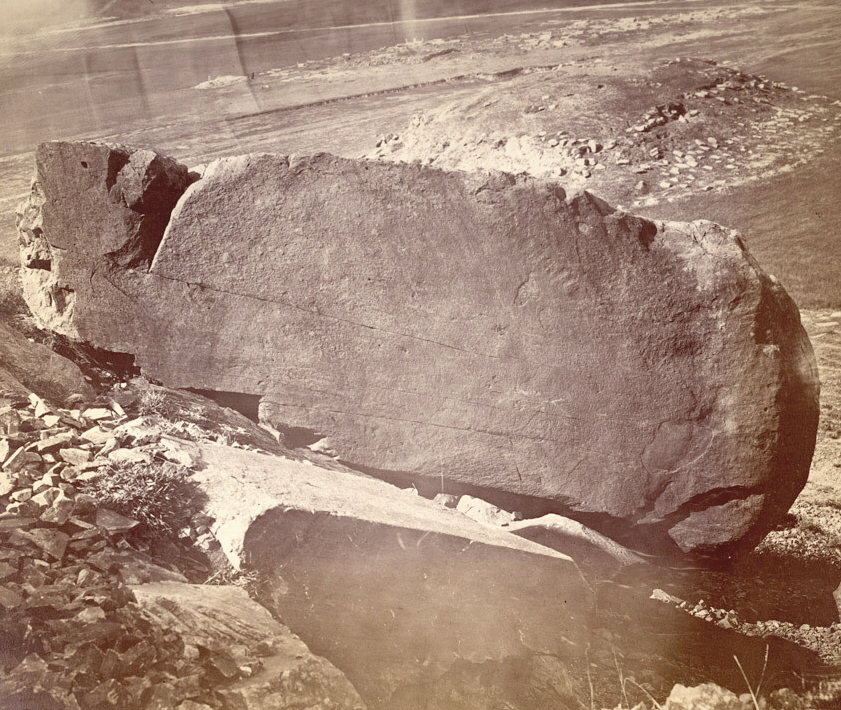
Asóka rendeletei 1-11-ig Shahbazgarhi, Pesavar

Az oszlop-rendeletek sorozata hat rendeletből áll, amelyeket monolit oszlopokba véstek. Ezeket 5 helyen találták meg. Szövegeik közel azonosak, de több helyen a feliratok nem teljesek vagy nehezen fejthetők meg. Asóka sok felirat nélküli oszlopot is felállíttatott, de csak kevés maradt meg. A 40-50 láb magas (12-15 méter) monolit anyagú oszlopok megjelenése szokatlan: törzsük jellegzetes maurya módszerrel lett fényesítve és sokuknak a tetején faragott oroszlán alakú oszlopfő van.

### Az oszlop-rendeletek
- 1. A dharma természete mint önvizsgálat és szolgálat
- 2. A dharma természete mint önvizsgálat és szolgálat
- 3. A dharma alkalmazása a bűnös cselekedetek és szenvedélyek legyőzésében
- 4. A dharma alkalmazása az erkölcsi tanítások hirdetésében és az igazságszolgáltatásban
- 5. A dharma alkalmazása az ünnepségekkel és az állatok megölésével kapcsolatos megszorításokban
- 6. Asóka gondolatai a dharma terjesztéséről
- 7. Asóka gondolatai a dharma terjesztéséről

A dharma mint meditáció és erőszakmentesség
A dharma alkalmazása az orvosi segítség és jólétről való gondoskodás terén

### A kis oszlop-rendeletek
- 1. (Szancsi-rendelet) A dharma alkalmazása a buddhizmusra
- 2. (Szancsi-rendelet) A dharma alkalmazása a buddhizmusra
- 3. (A királynő rendelete)

### Az oszlop-feliratok
1. (Rummindei-oszlop) A dharma alkalmazása a buddhizmusra
2. (Nigali Sagar-oszlop)

## Barlang-rendeletek
A barlang-rendeleteket Bihar államban találták meg, a Barabari-dombok gránitjába vájt barlangokban. A szövegek megszentelik a barlangokat mint az Ajivika szekta szerzeteseinek a lakóhelyét.

### A barlangi feliratok
(Karna Csaupar-barlang) A dharma alkalmazása az ajivika szektára

## Feliratok

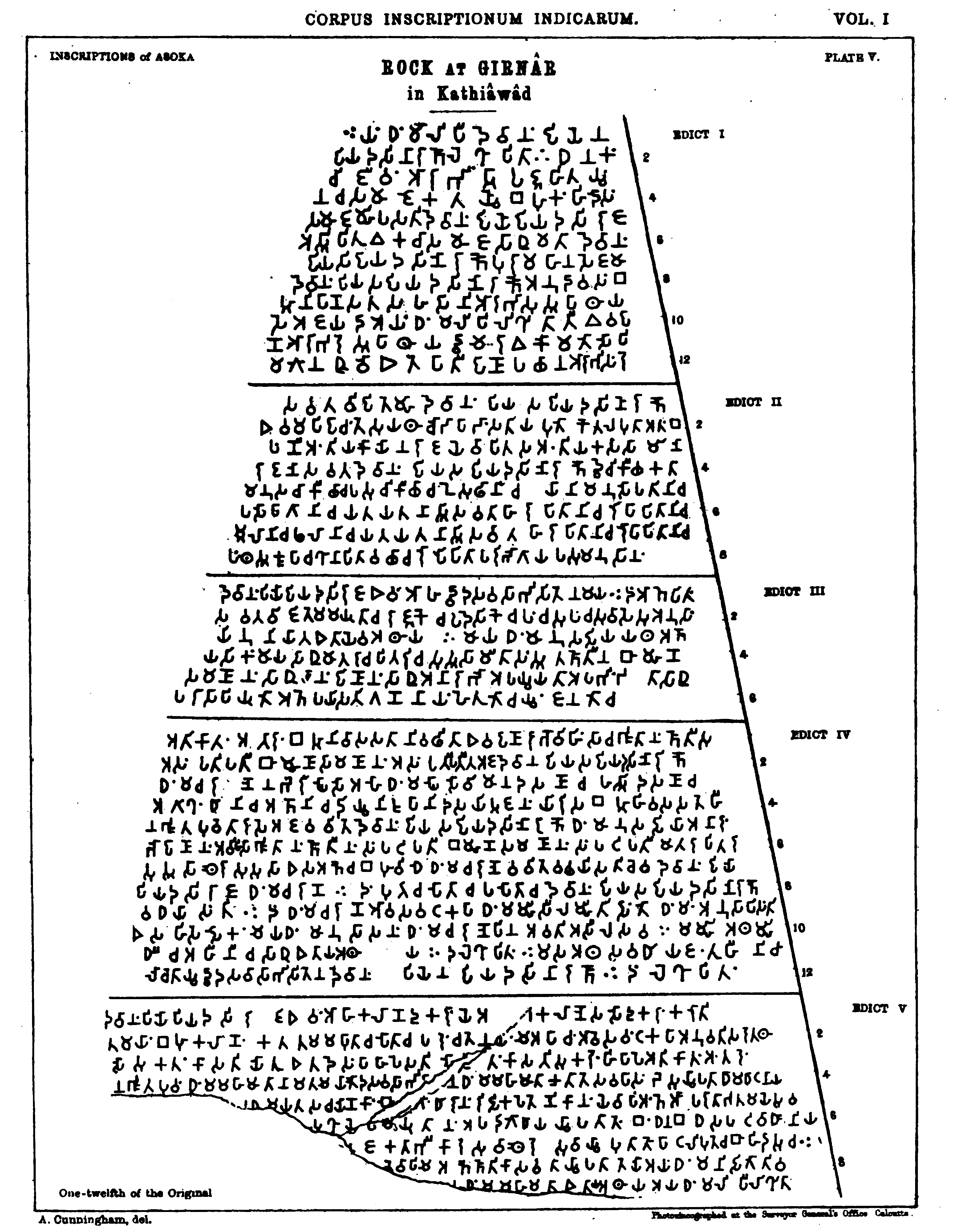
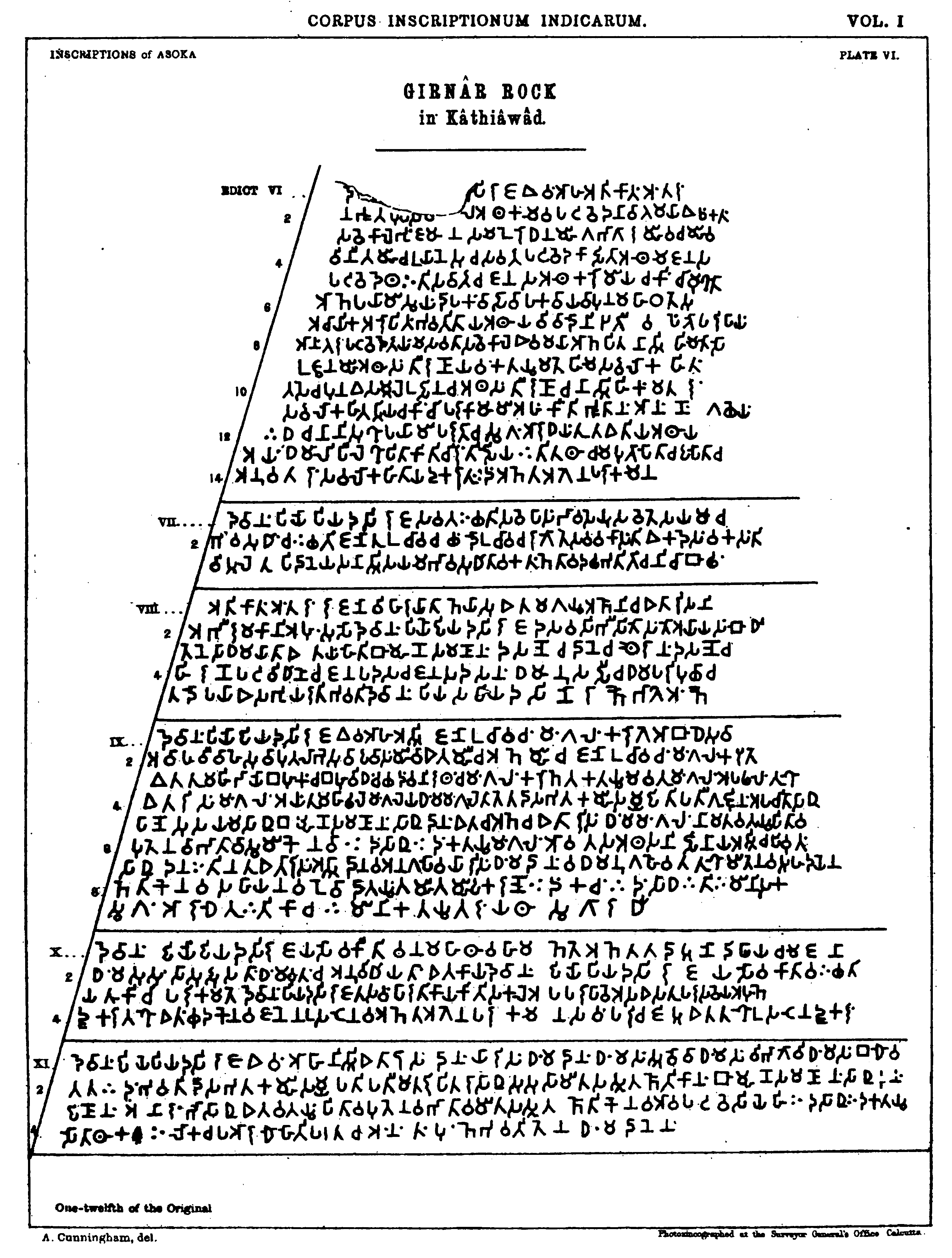
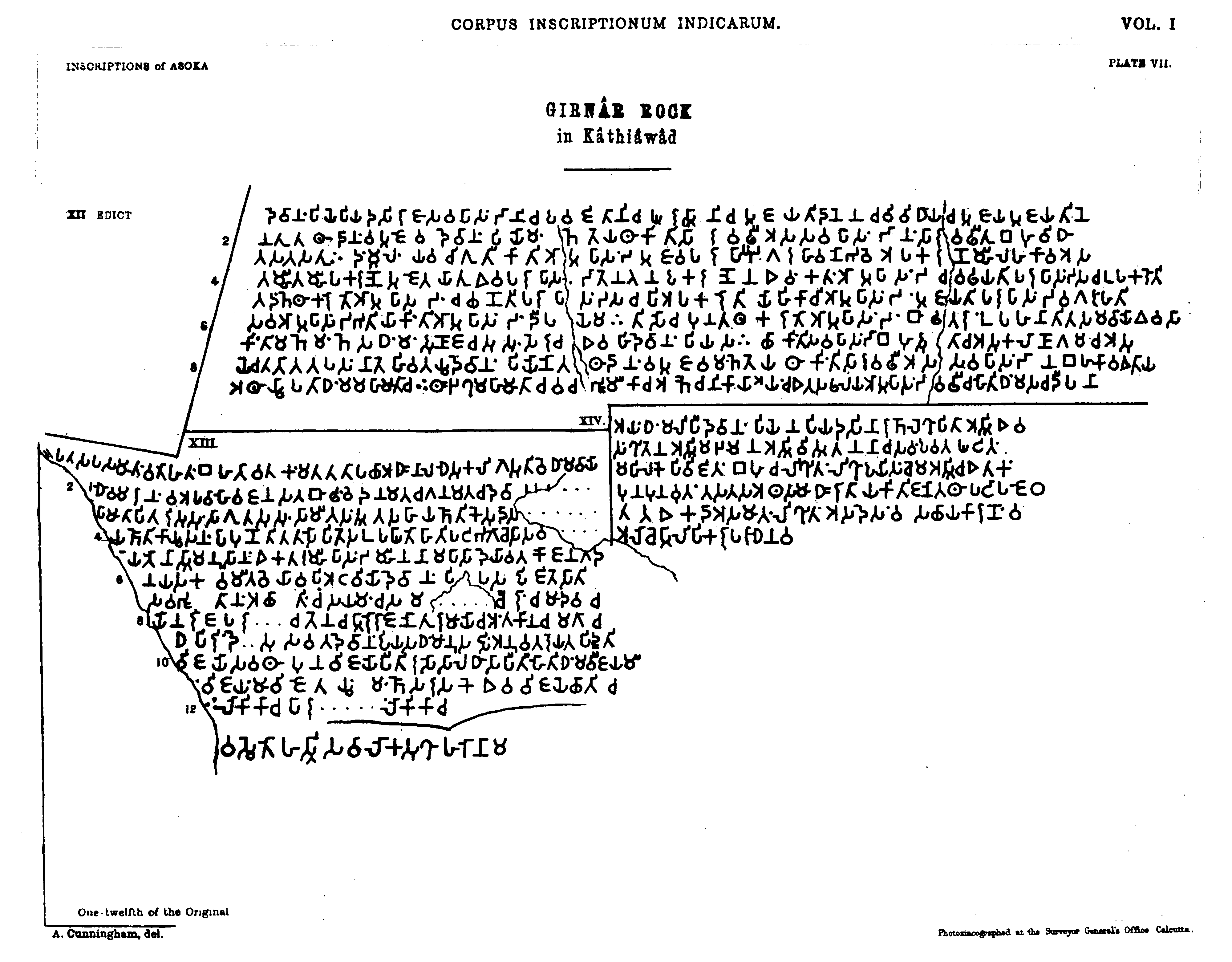
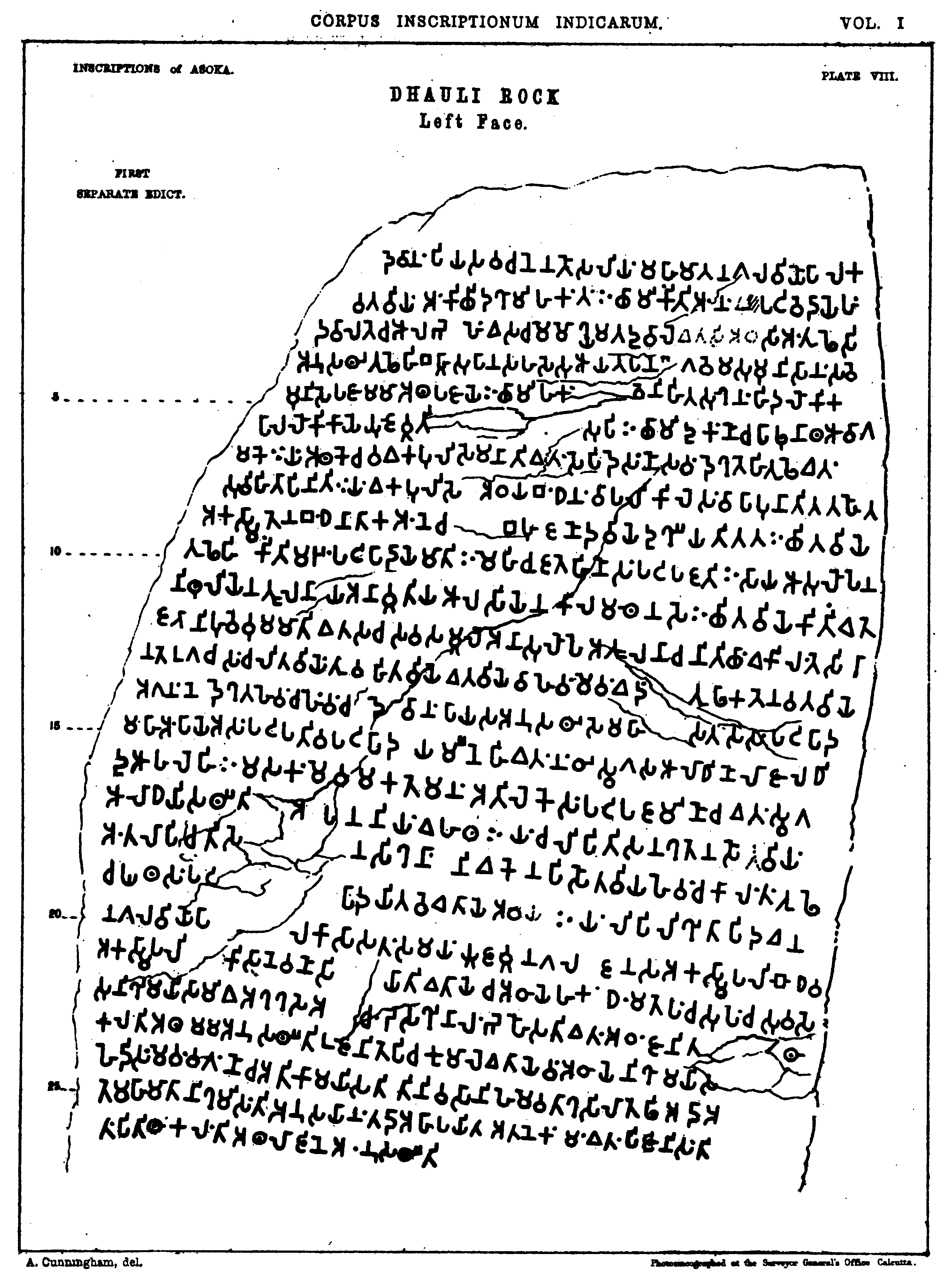
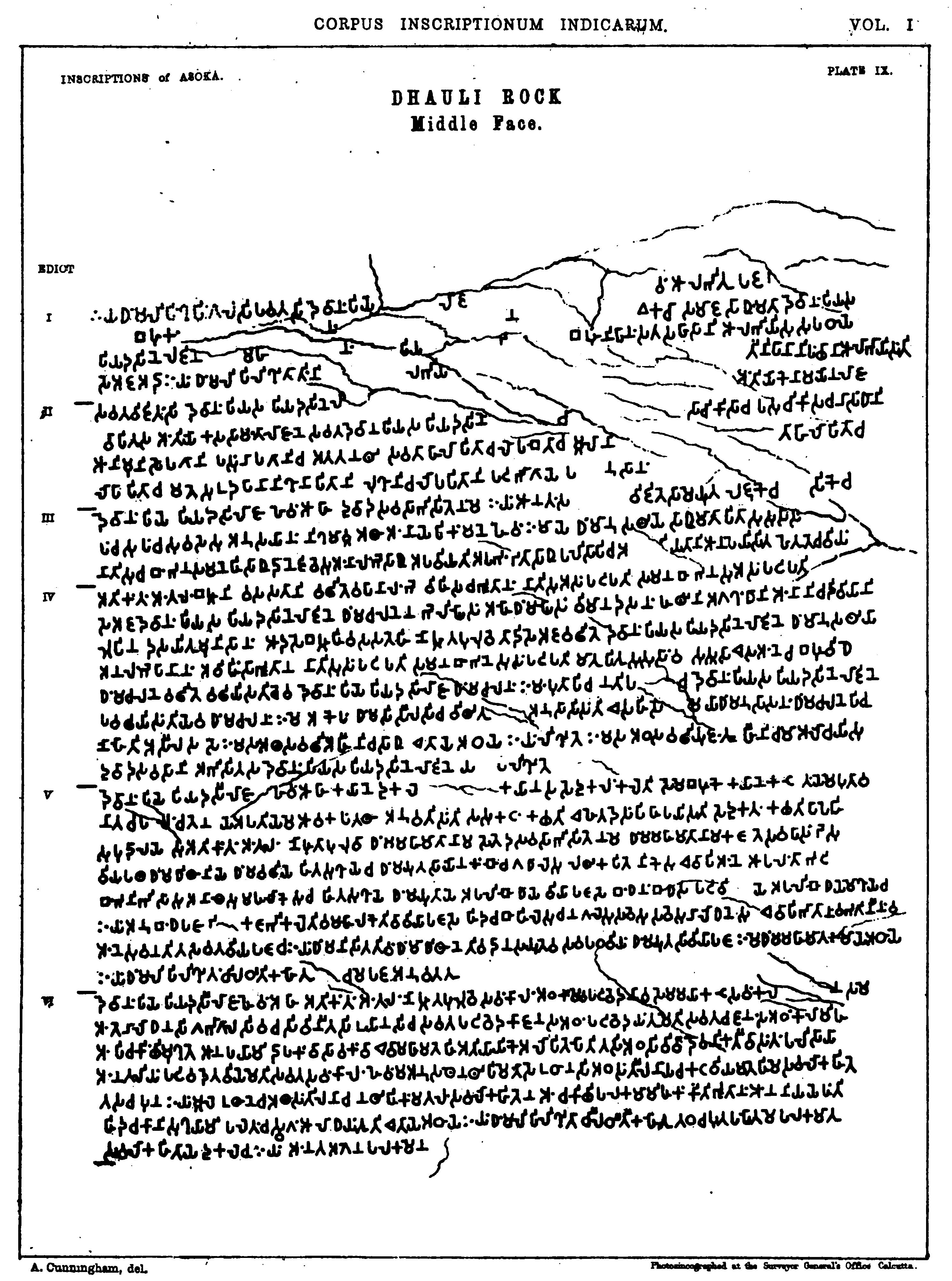
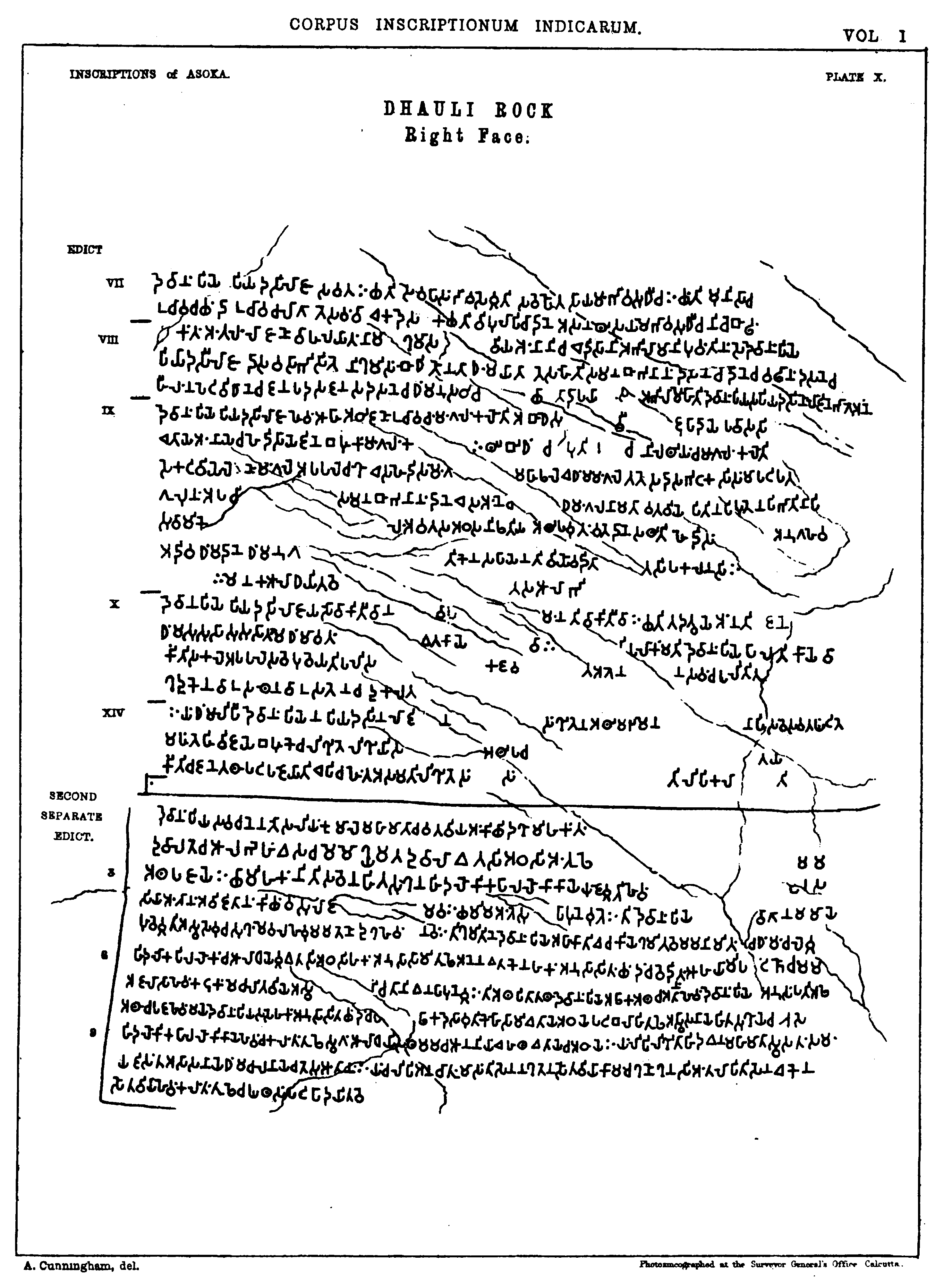
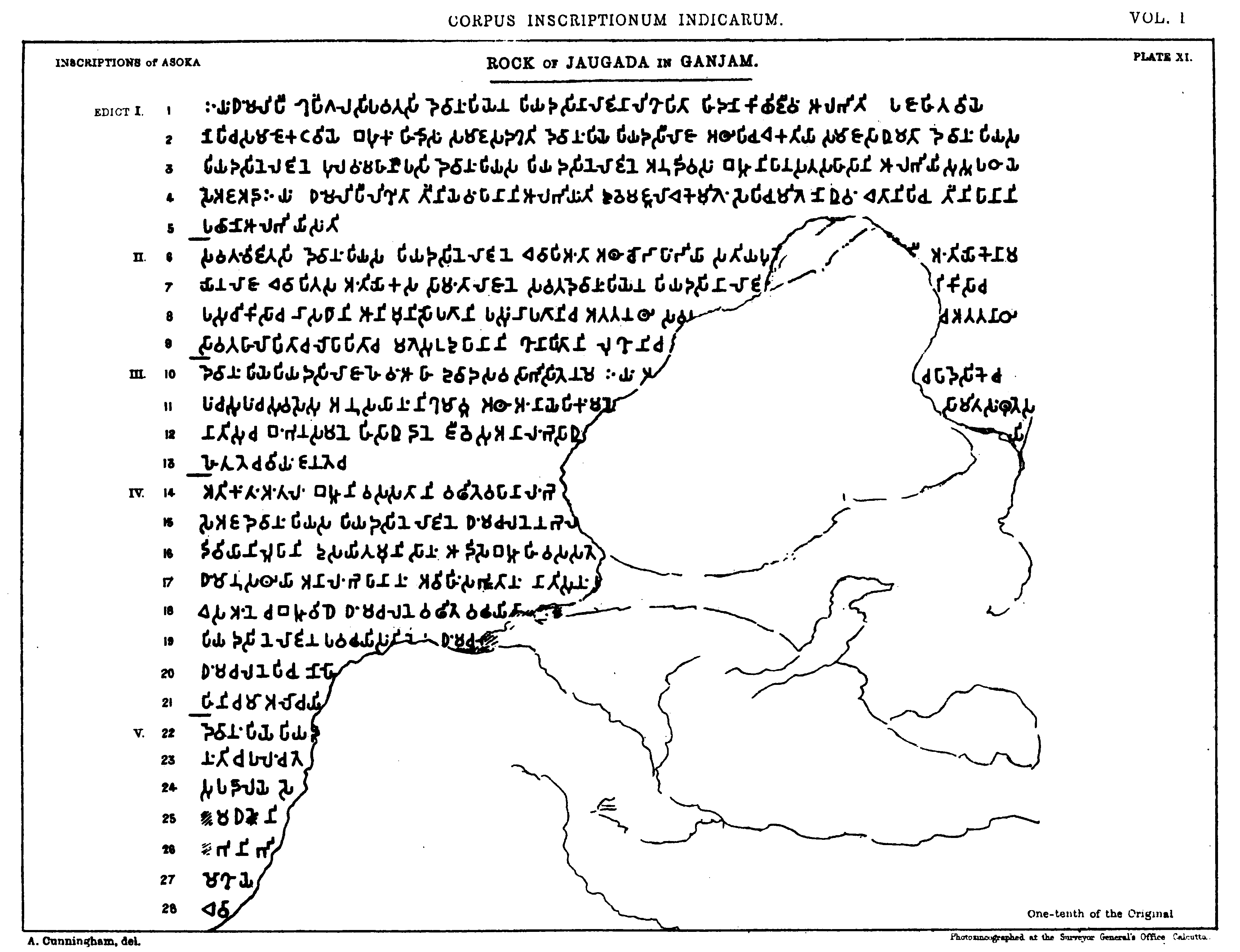
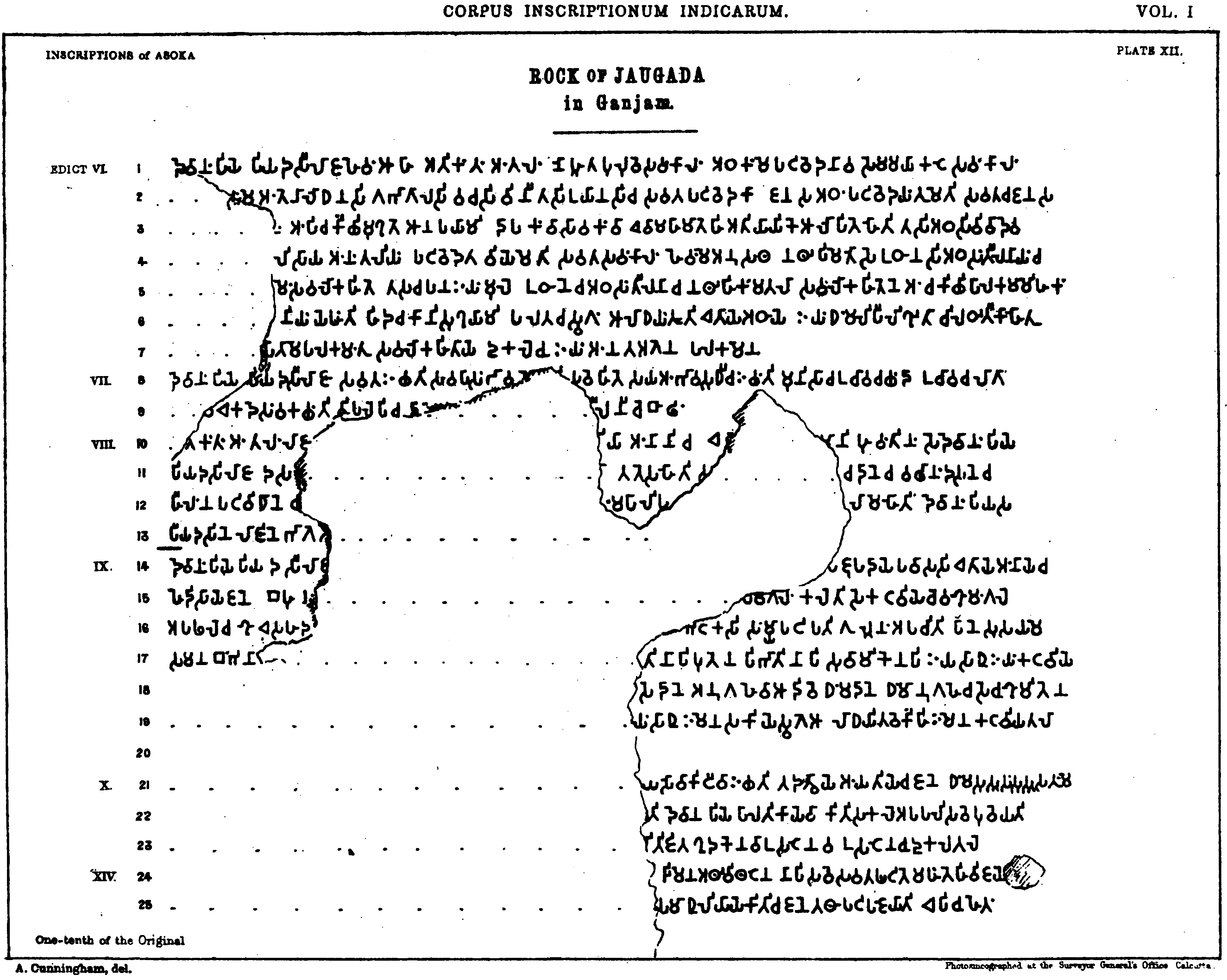
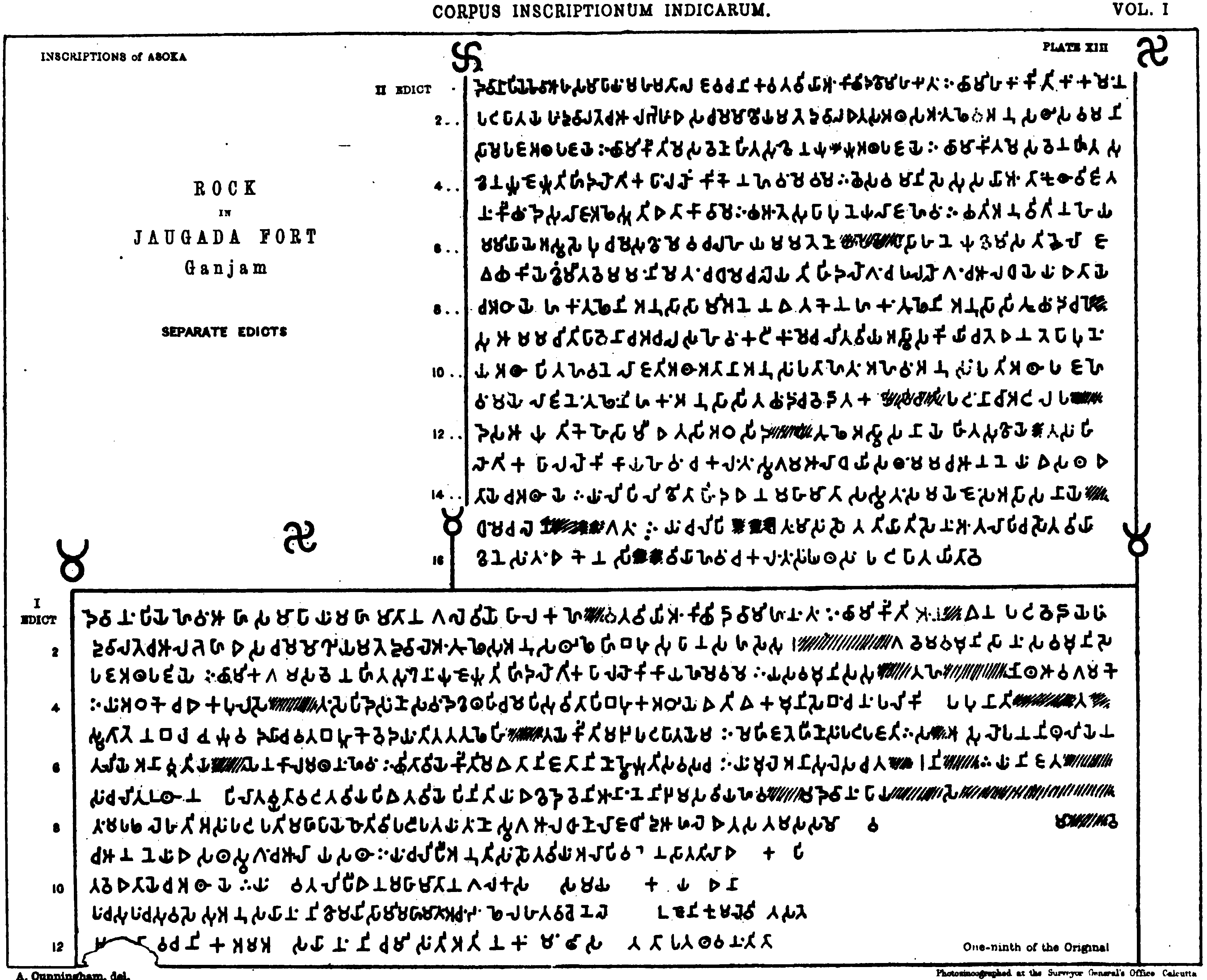
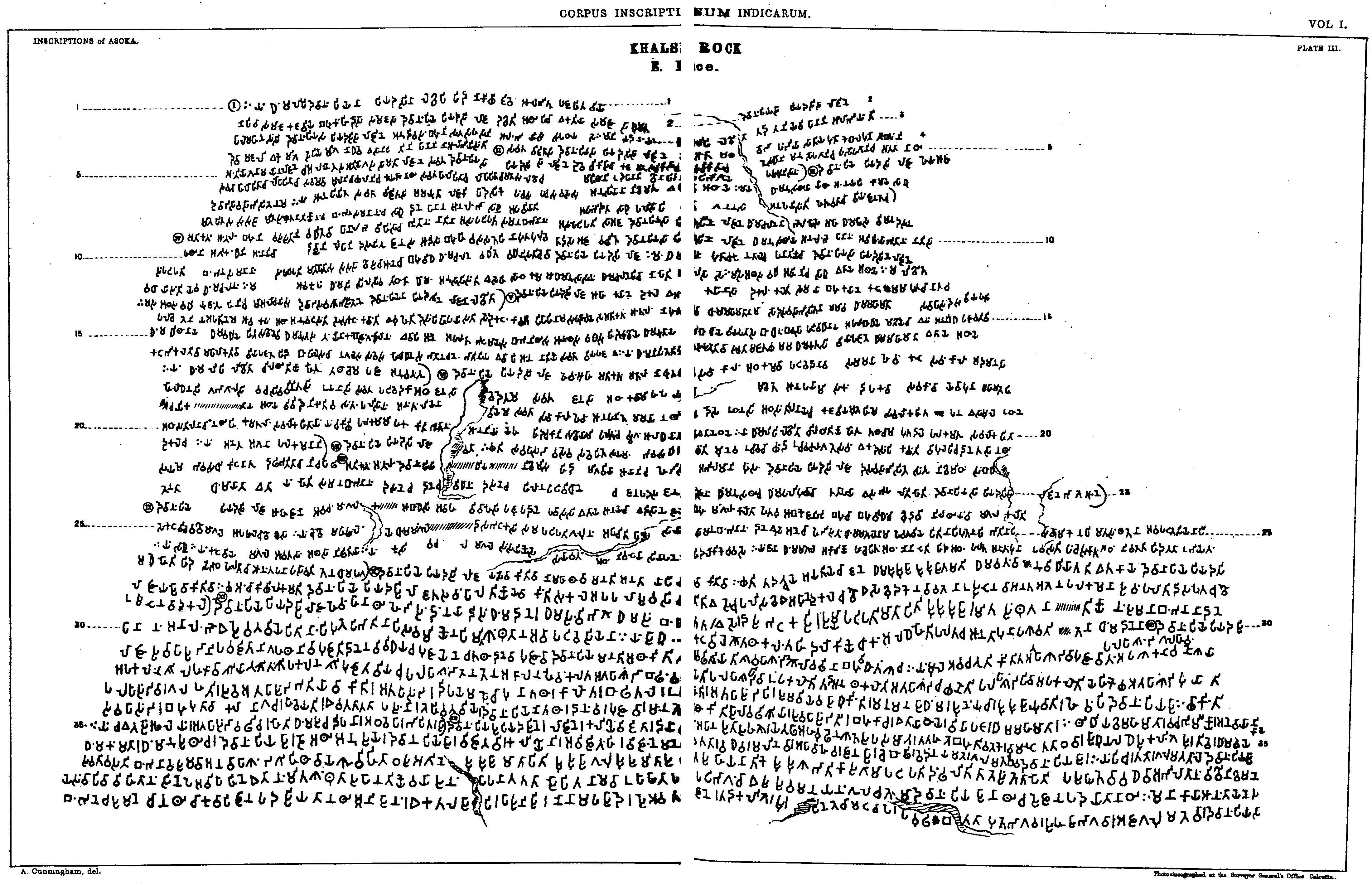
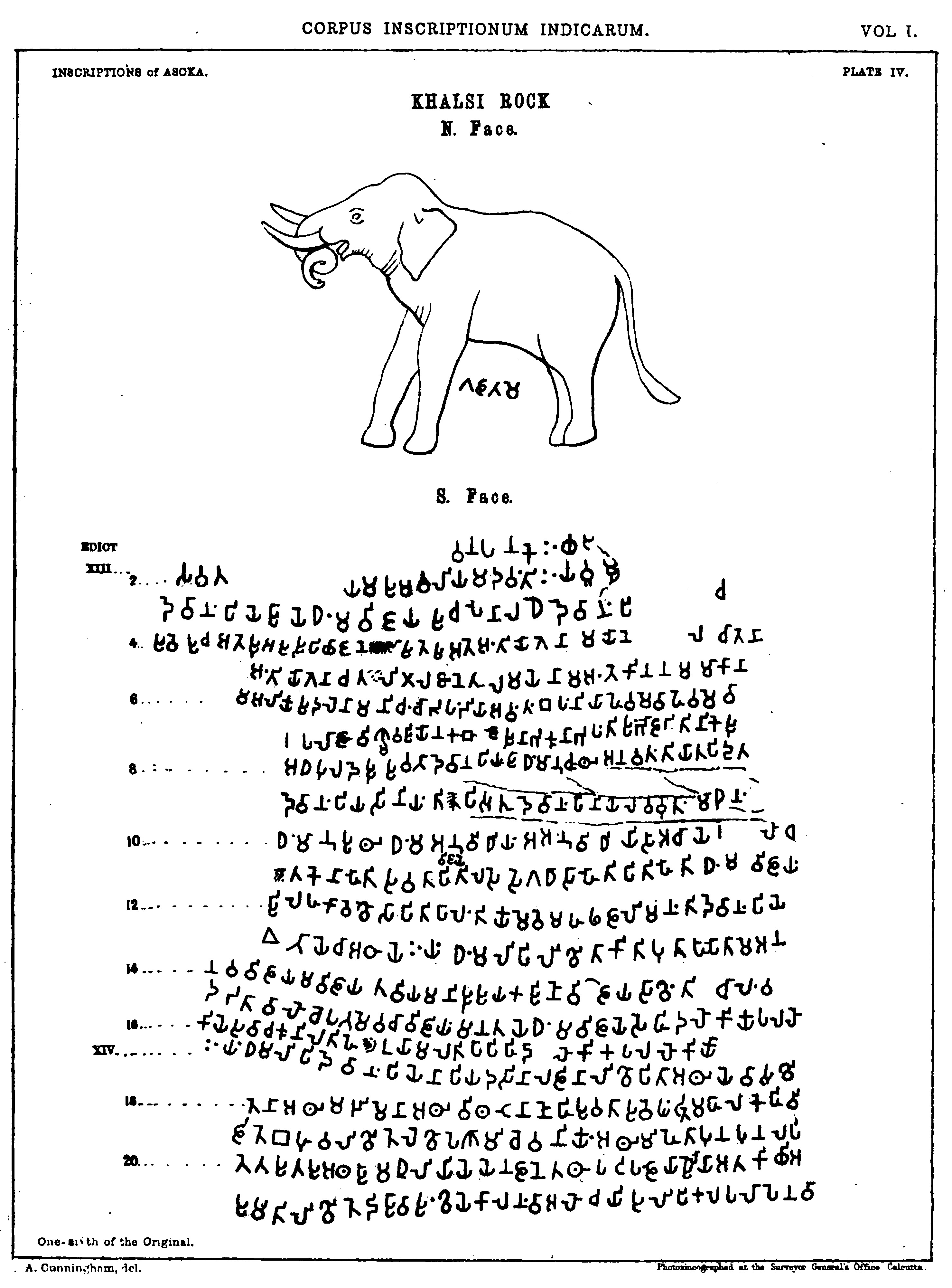
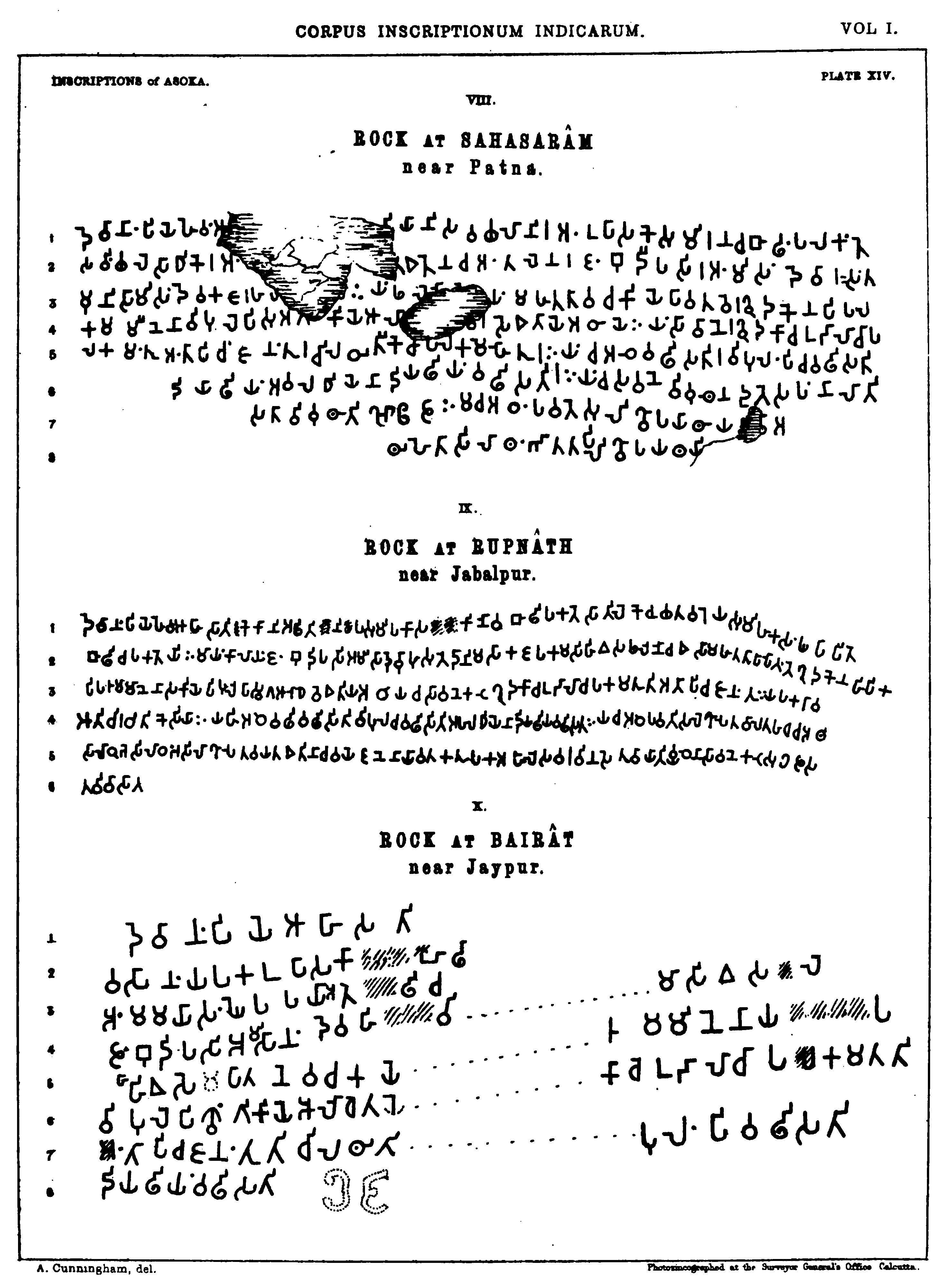
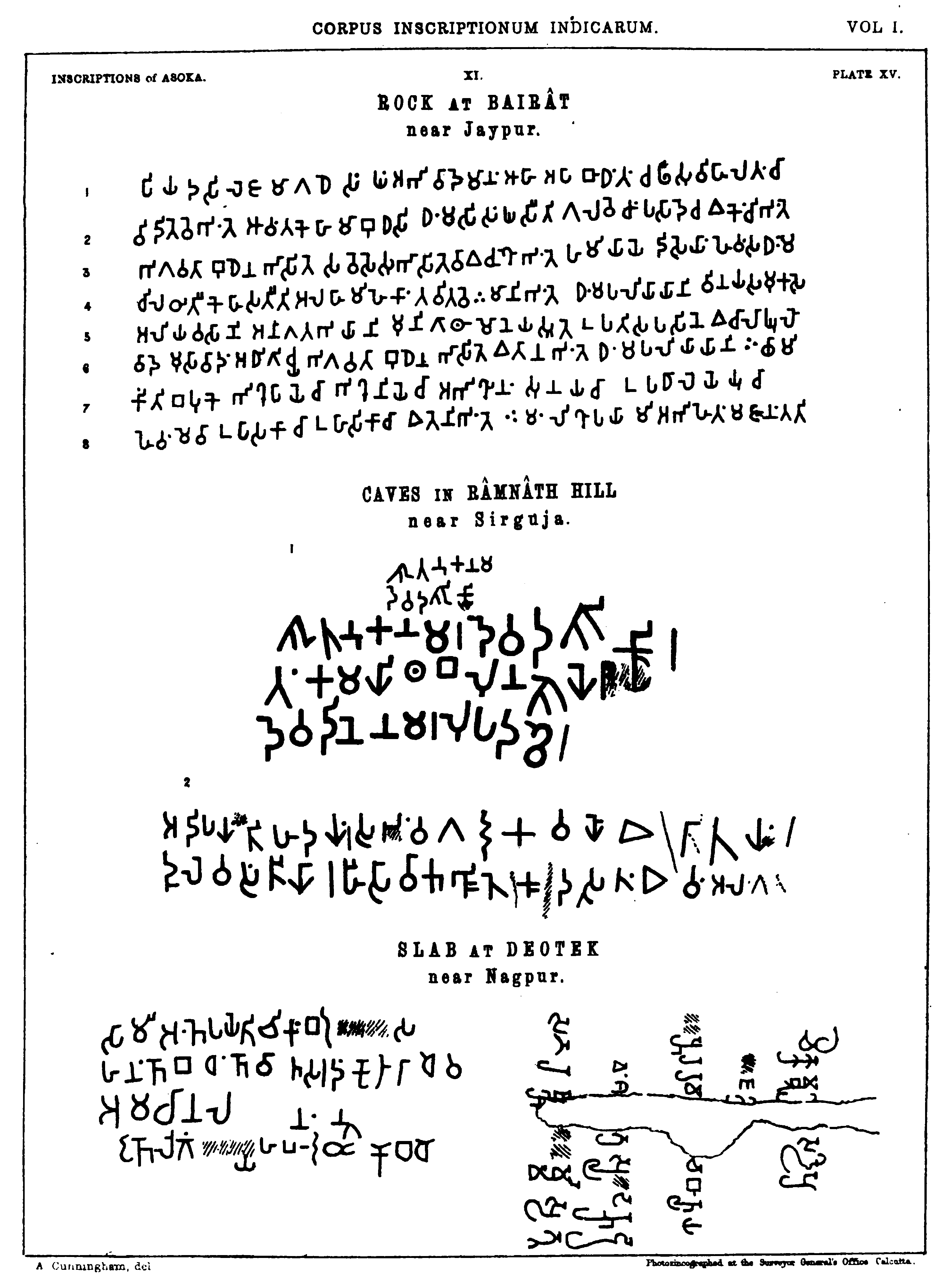
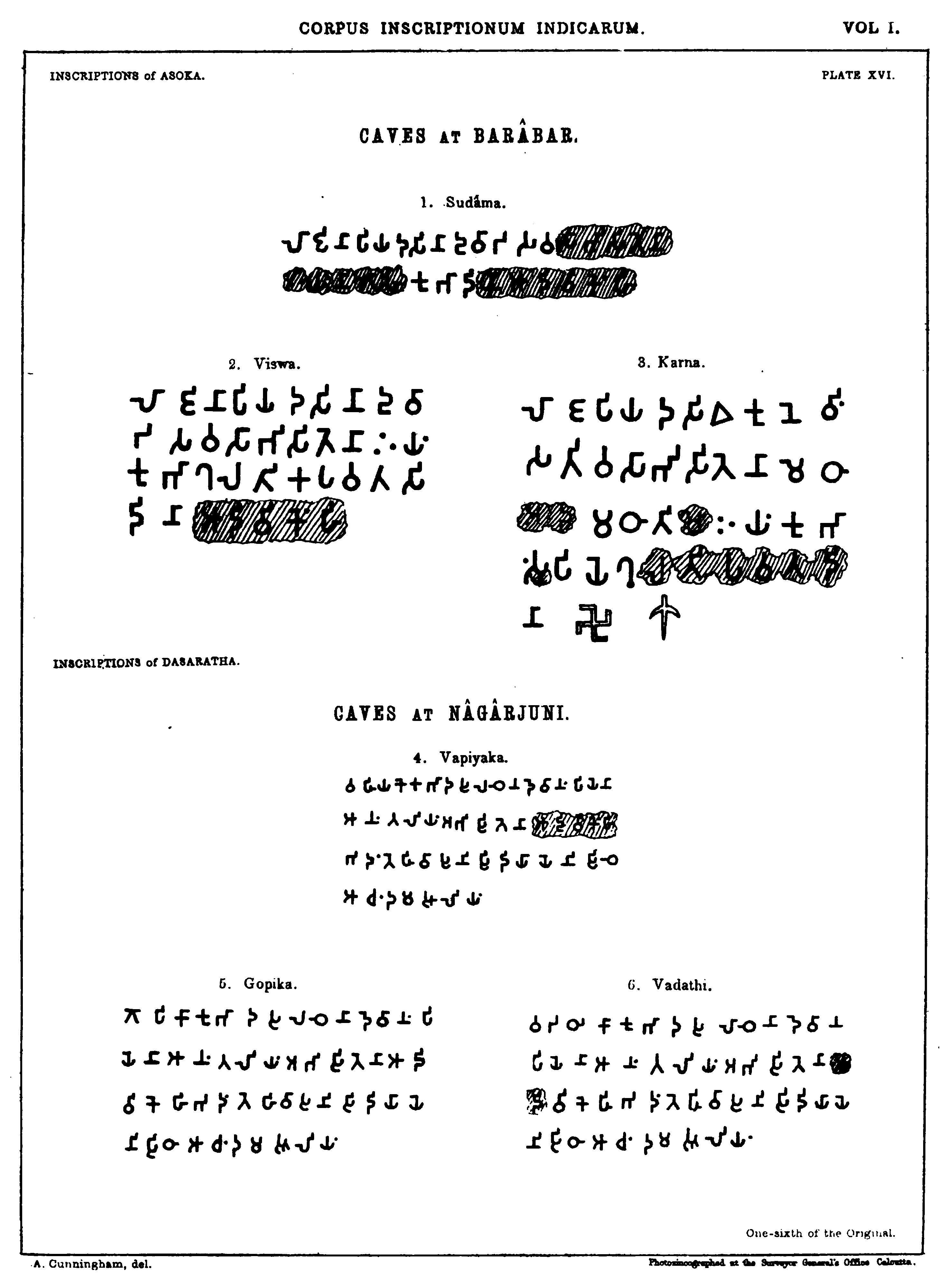
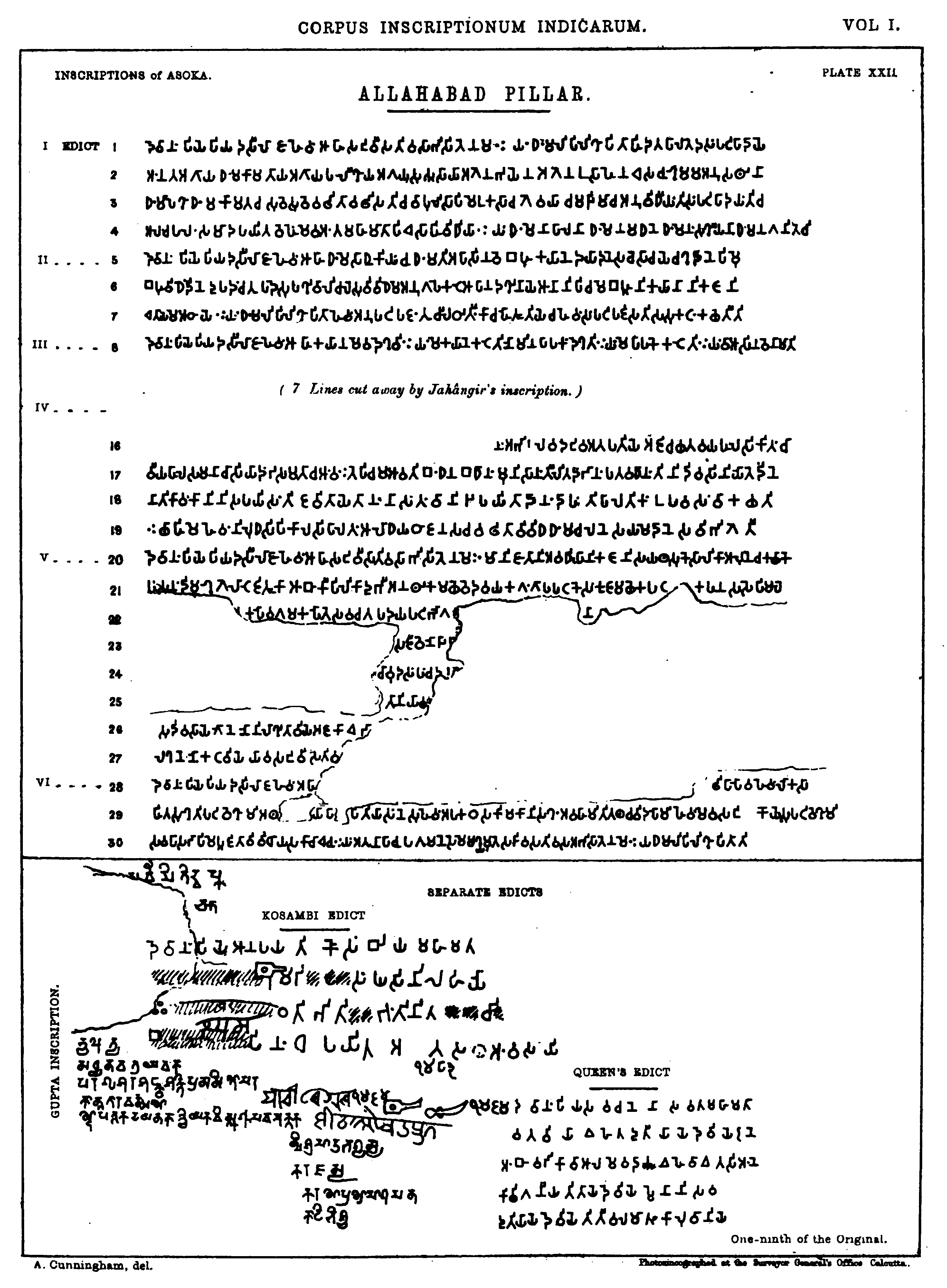
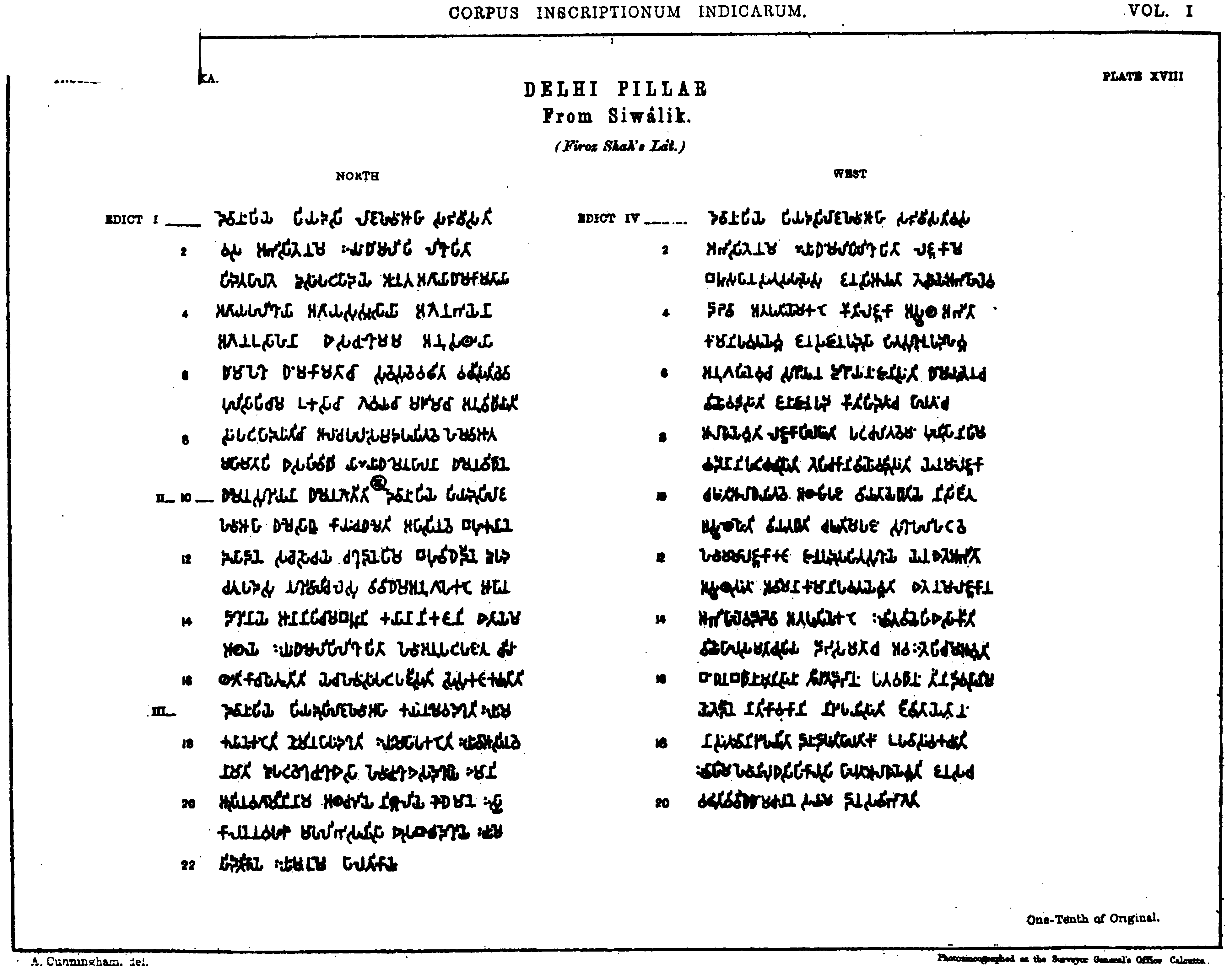
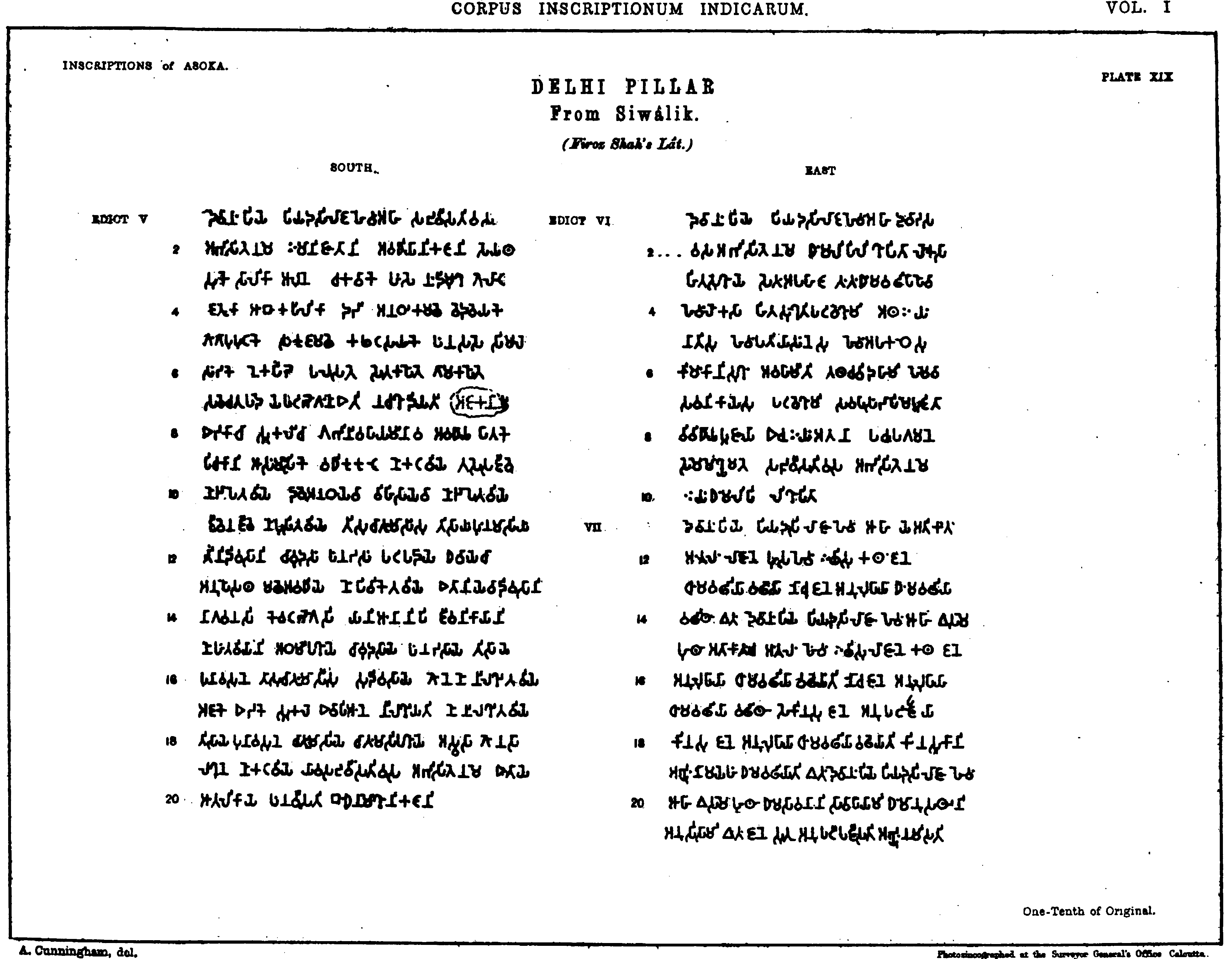
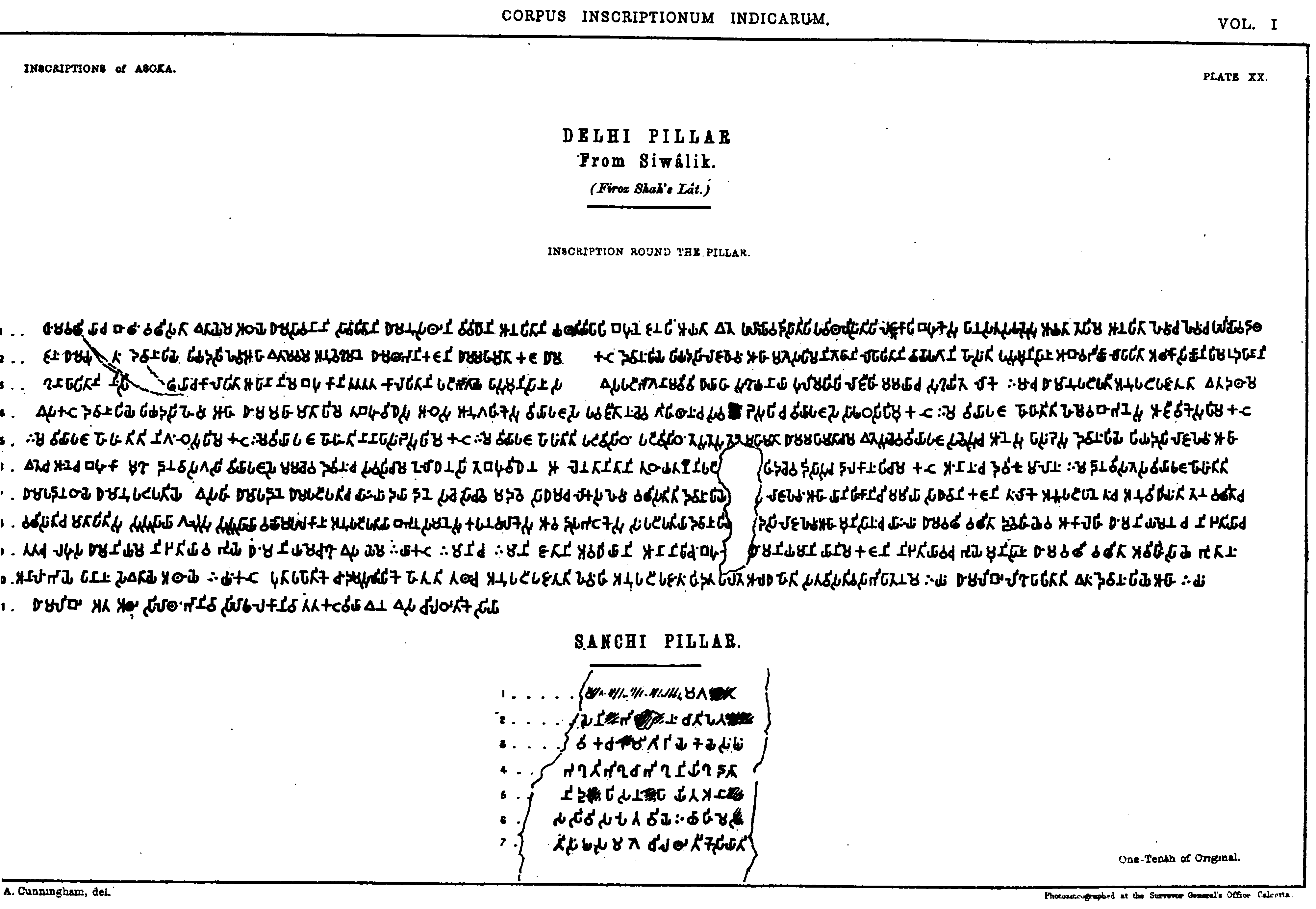
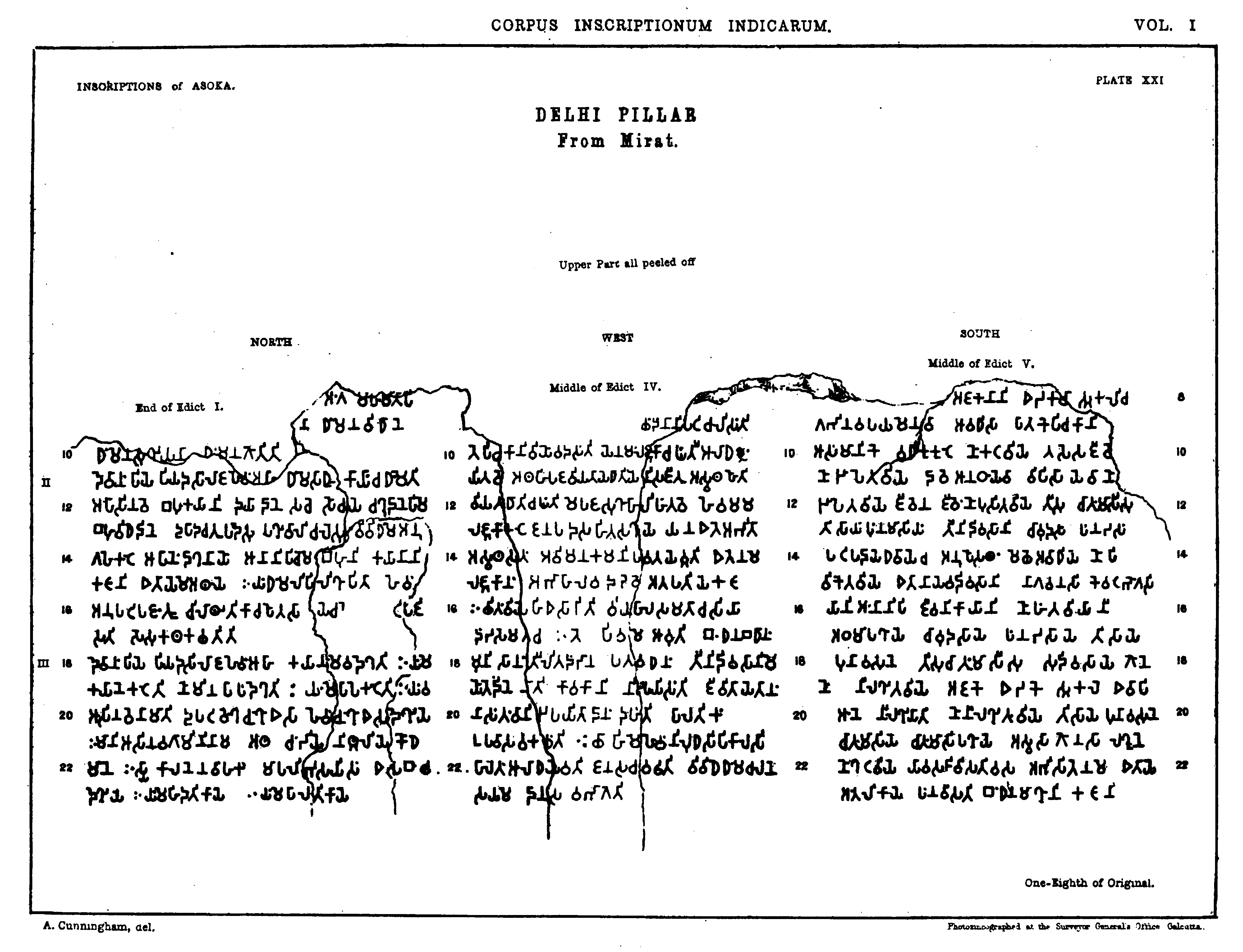
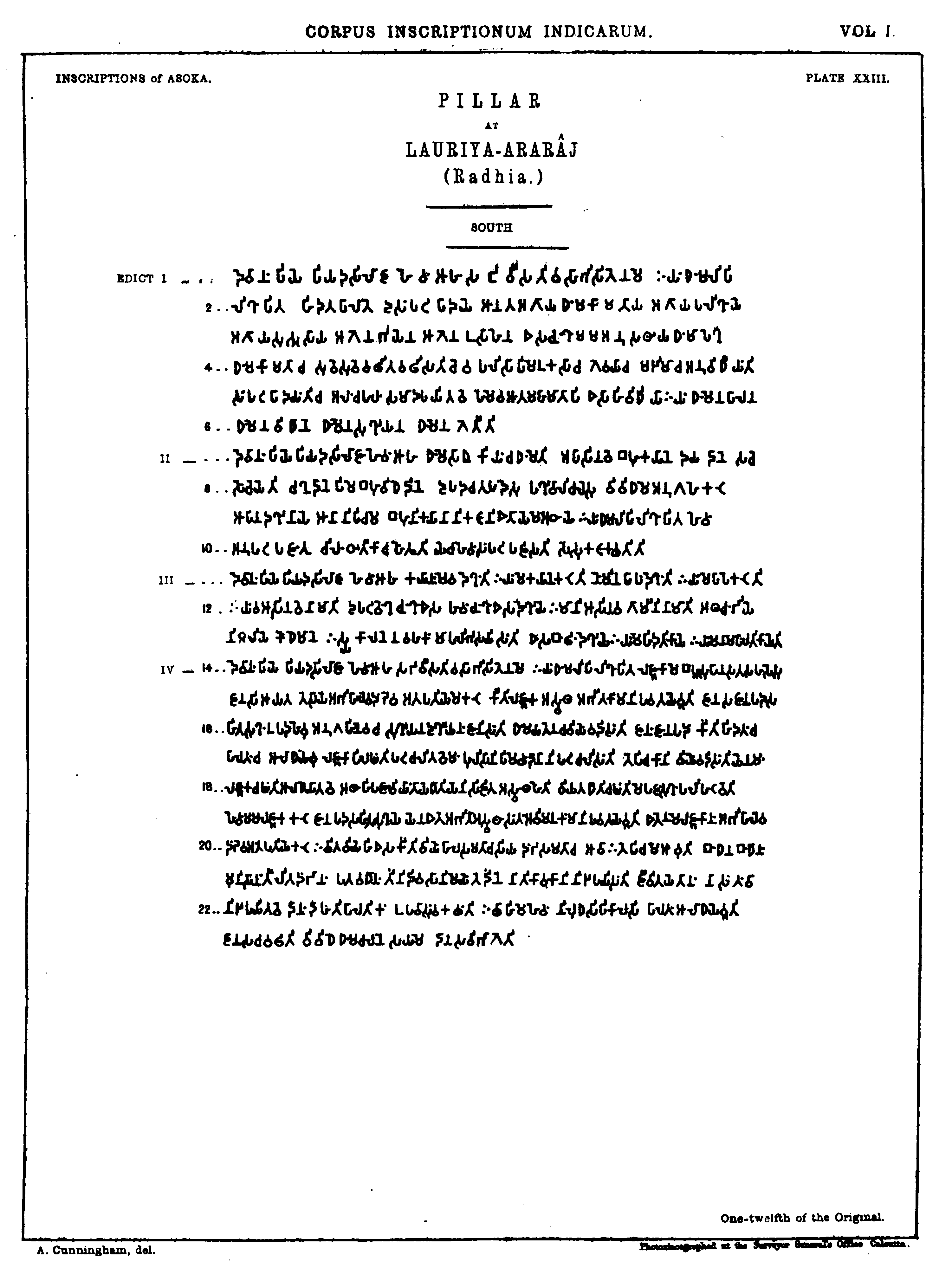
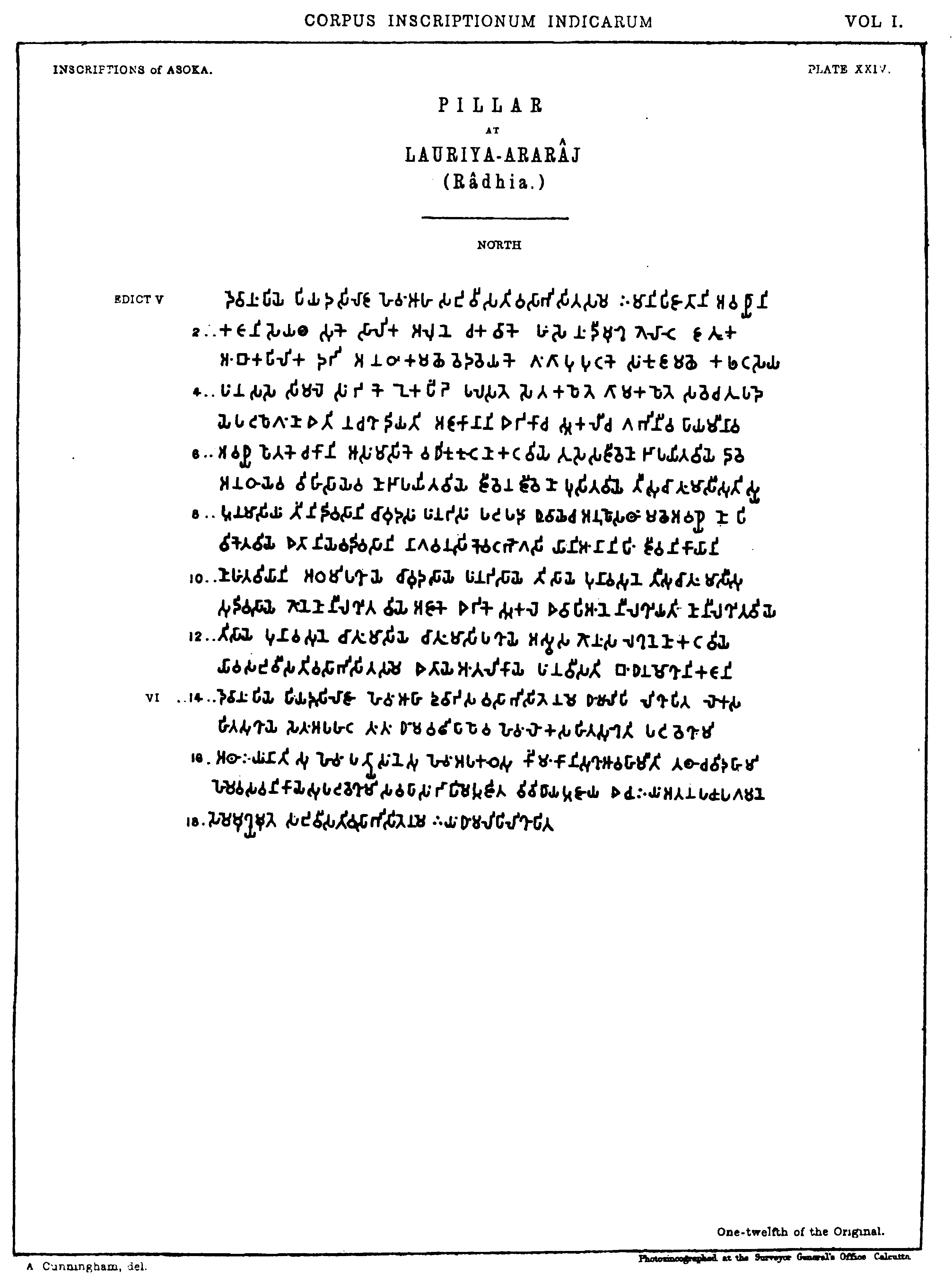
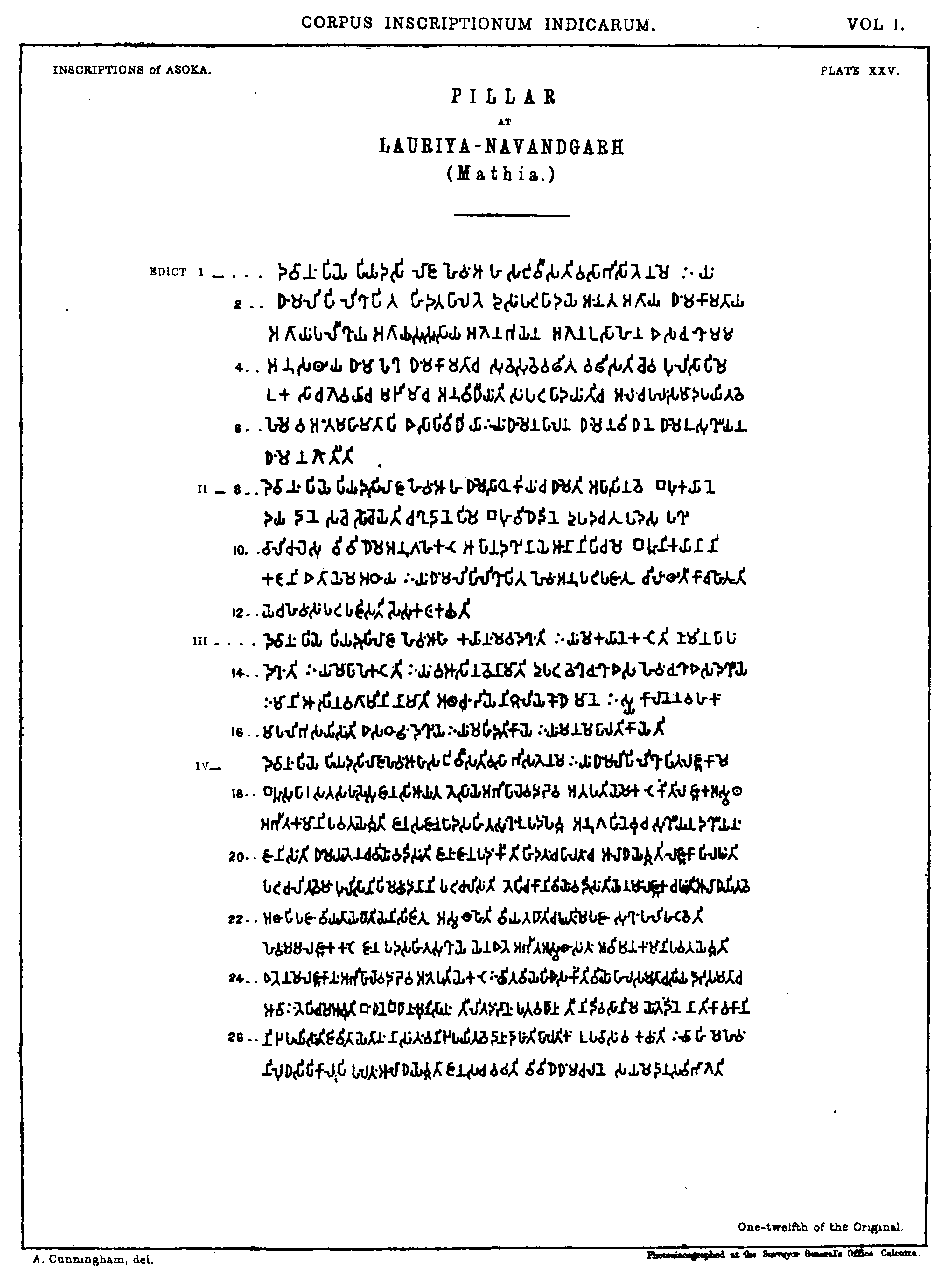
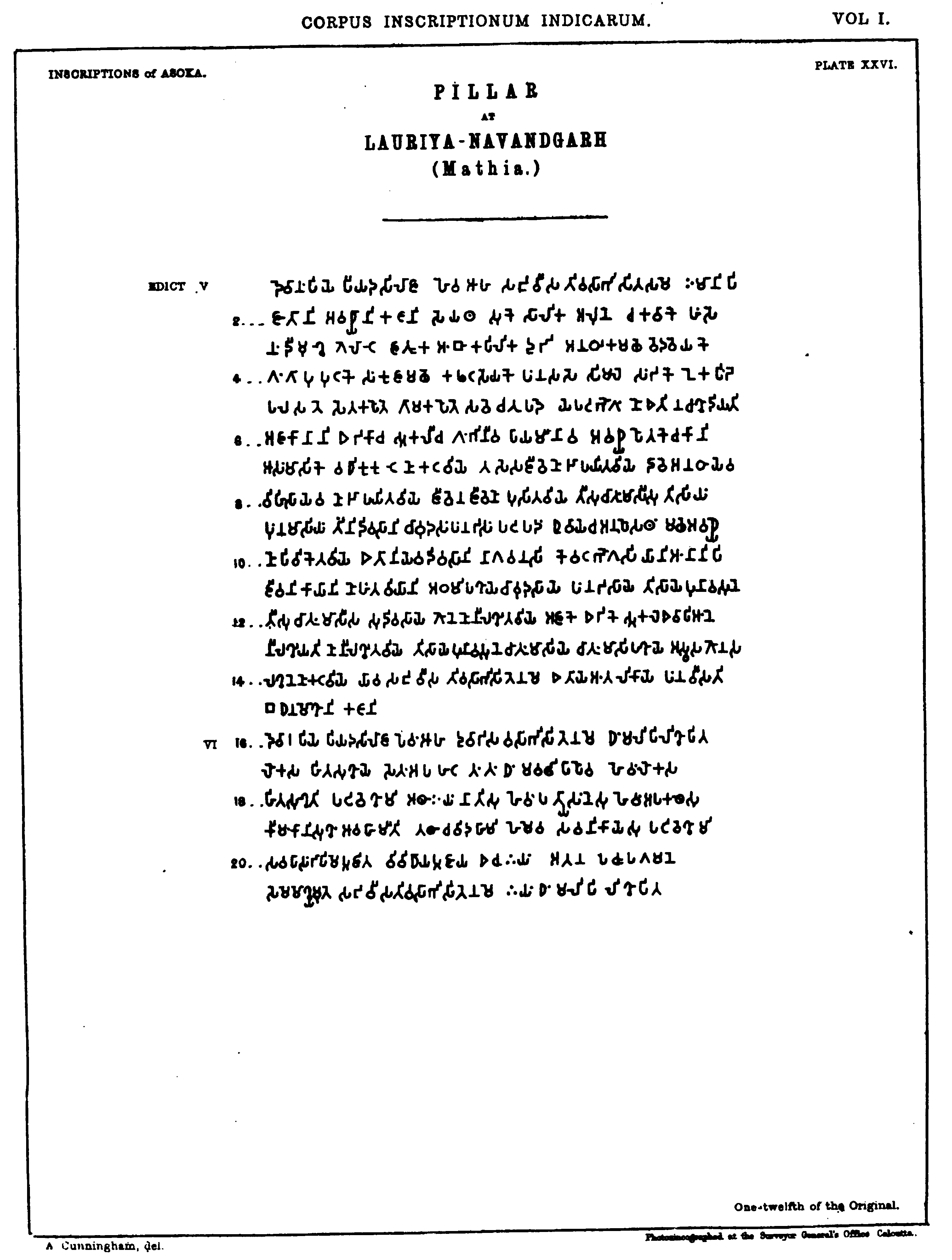
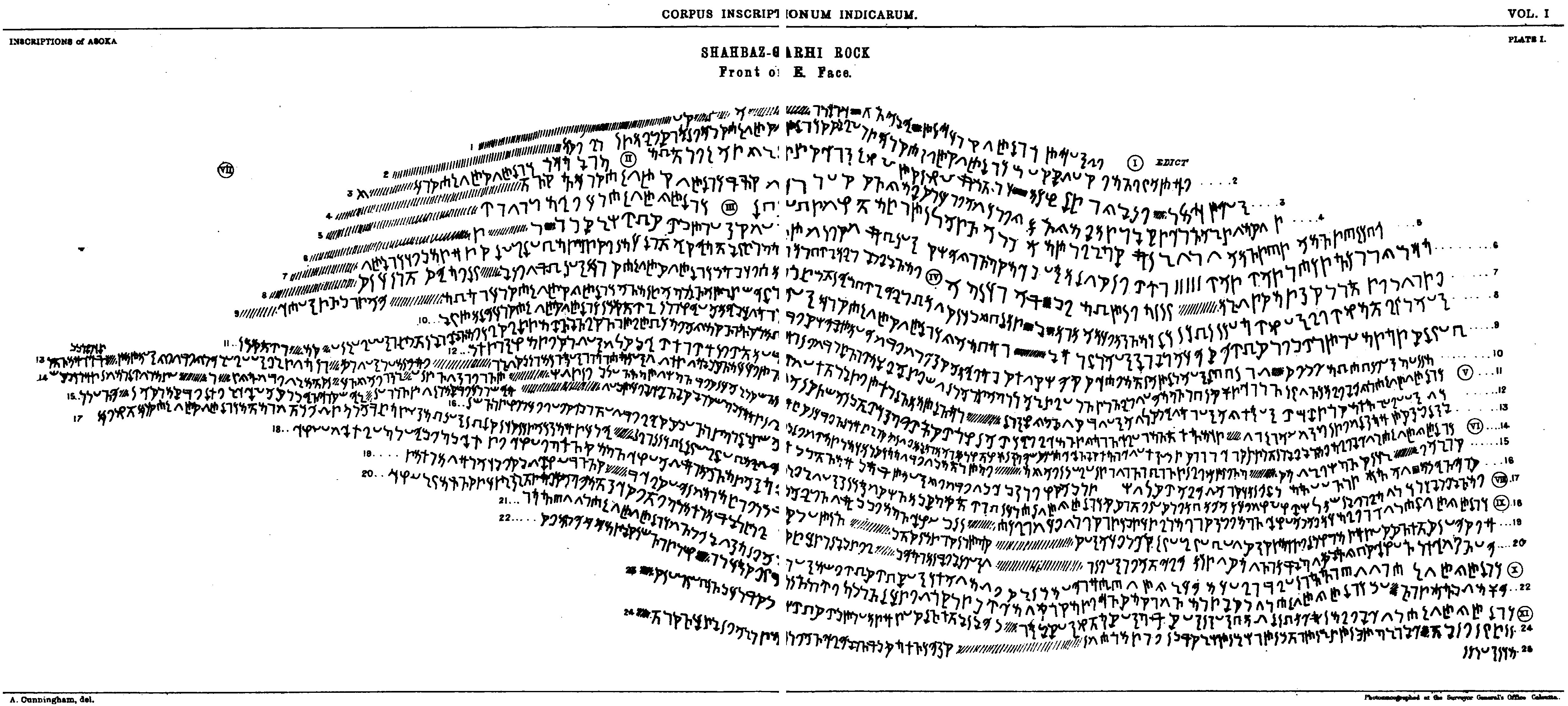
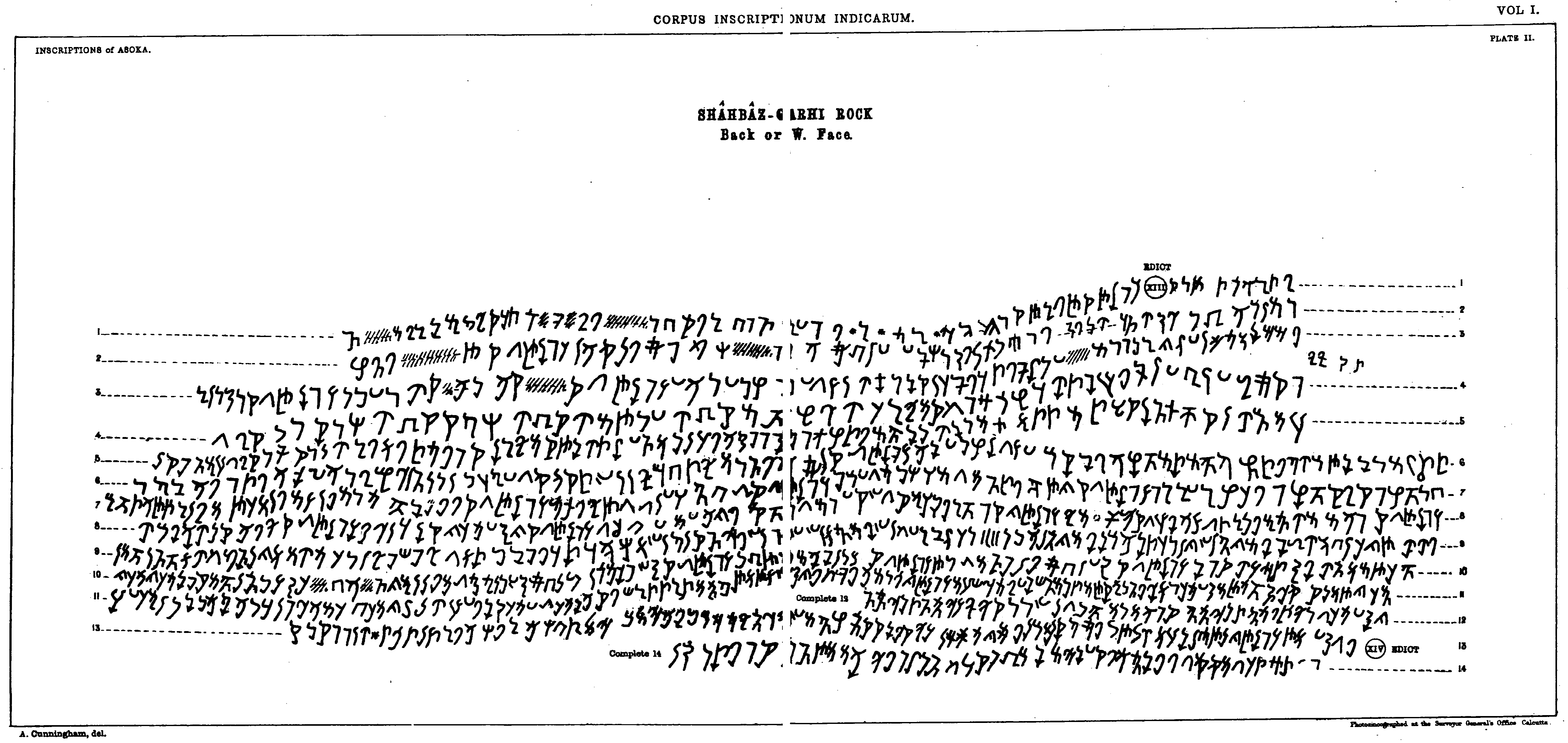
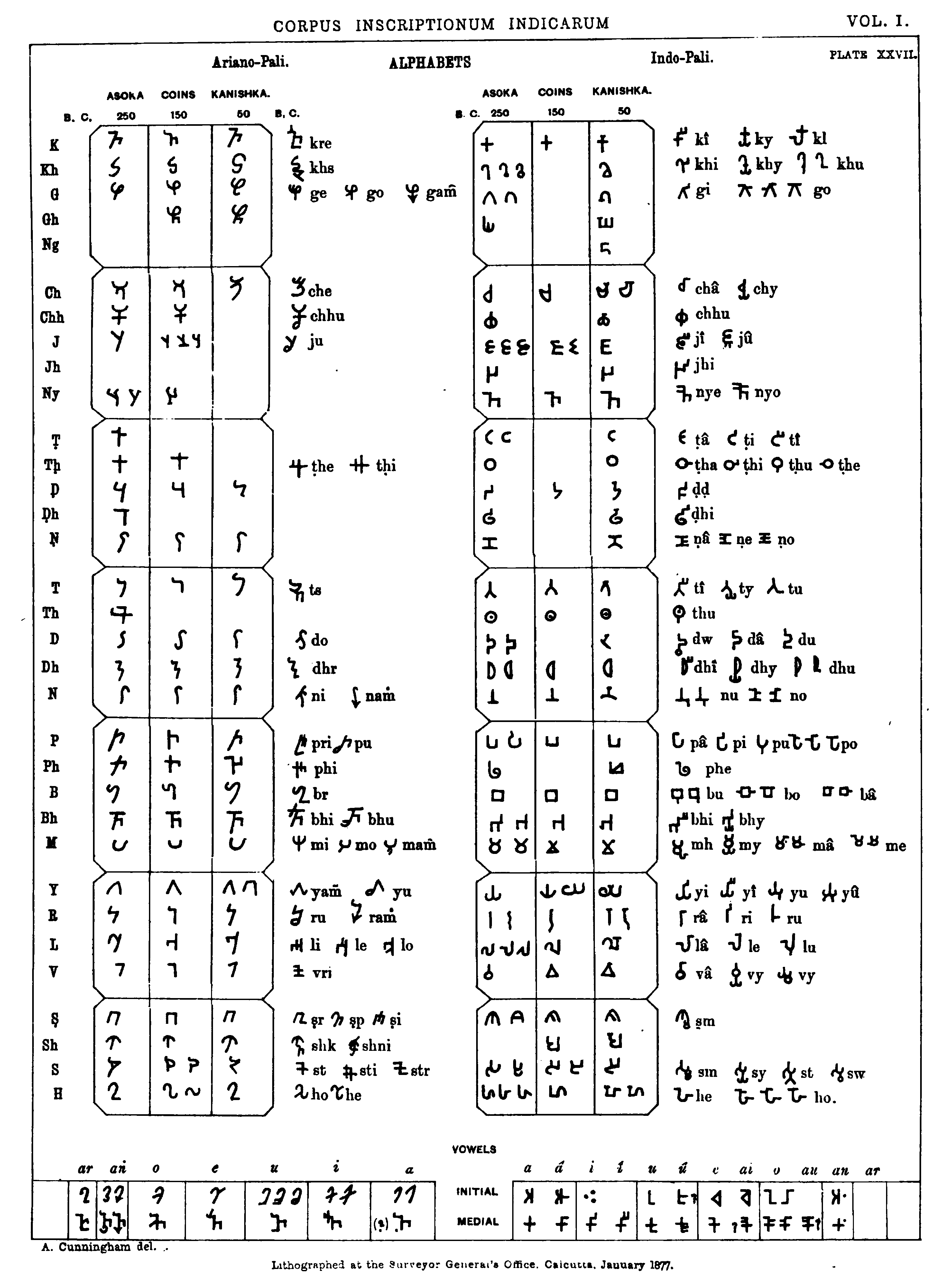
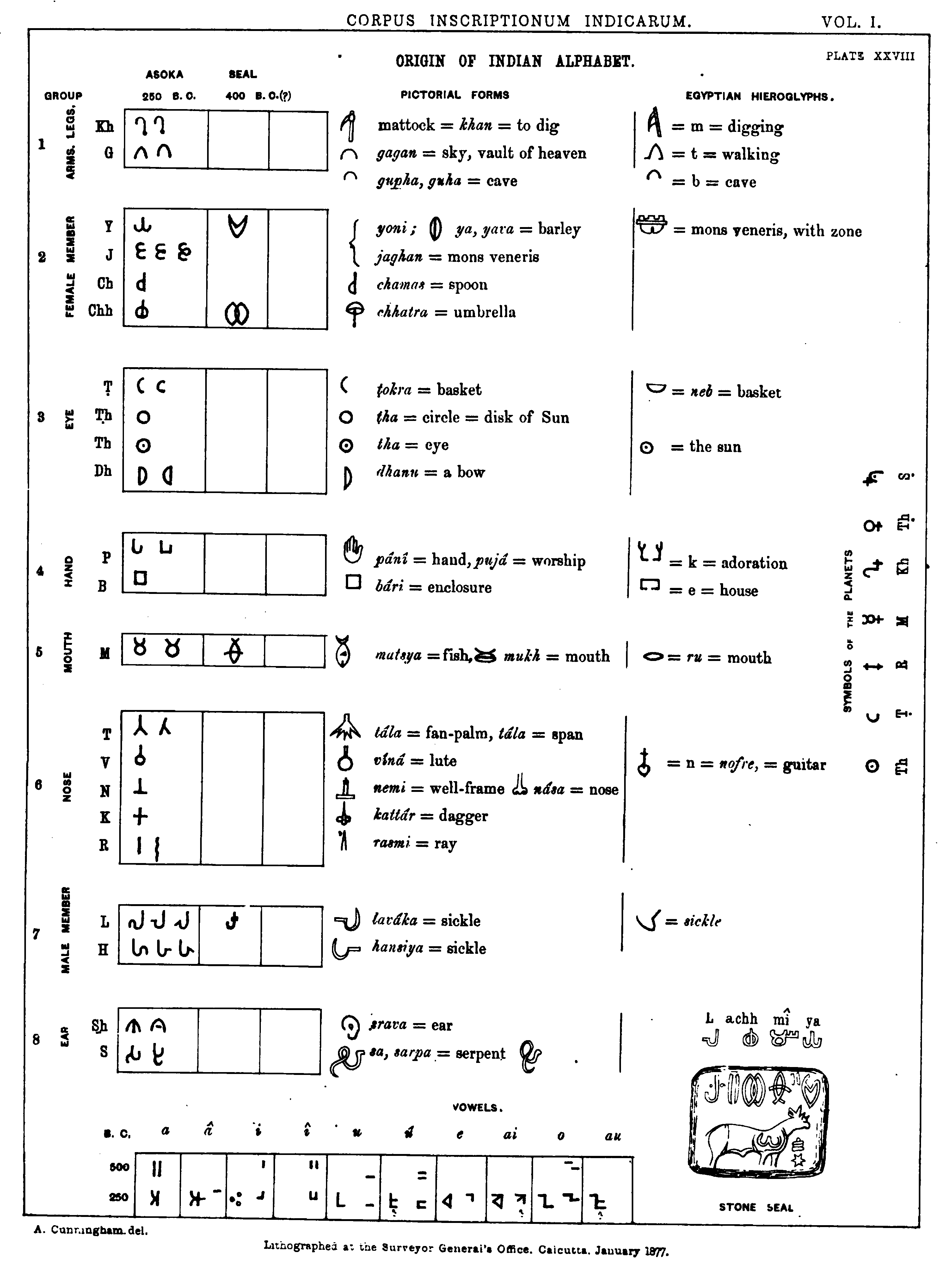